# CA Boca Juniors

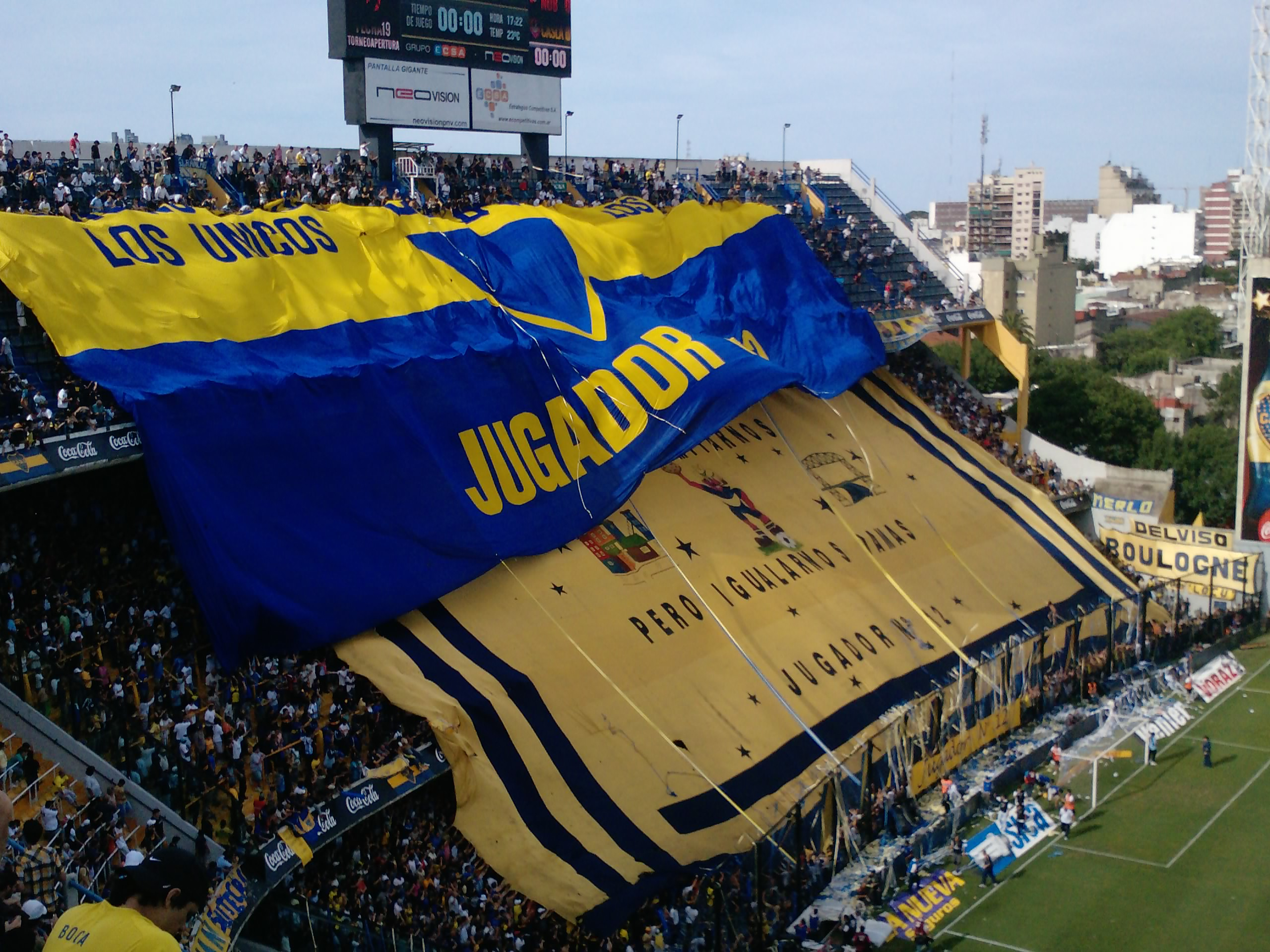

Club Atlético Boca Juniors – argentyński klub sportowy założony w poniedziałek 3 kwietnia 1905 roku w Buenos Aires, w portowej dzielnicy La Boca na Plaza Solis przez grupę pięciu włoskich imigrantów, pochodzących w większości z Genui.
Nazwę Boca Juniors można tłumaczyć jako „młodzież z Boca”. La Boca to jedna z 47 dzielnic Buenos Aires, natomiast słowo „Juniors” zostało dodane celem zwiększenia prestiżu oraz nadania nazwie angielskiego brzmienia (to głównie brytyjscy marynarze, budowniczy kolei i robotnicy jako pierwsi przywieźli piłkę nożną do Ameryki Południowej).
Długo trwały dyskusje dotyczące wyboru barw klubu (w kilku meczach grano w barwach różowych lub w pionowe czarno-białe paski). Wreszcie ustalono, że będą nimi kolory bandery statku, który pierwszy pojawi się w porcie. Ponieważ do portu przybiła jednostka szwedzka, stąd kompozycja niebieskiego z żółtym. Barwy te zostały przyjęte jako oficjalne w 1907 roku.
Boca Juniors znany jest przede wszystkim jako słynny klub piłki nożnej, jednak oprócz tej dyscypliny sportu prowadzi on również sekcje między innymi koszykówki, siatkówki i kilku innych dyscyplin sportowych.

## Sukcesy
- Mistrz Argentyny (32): 1919 (AAF), 1920 (AAF), 1923 (AAF), 1924 (AAF), 1926 (AAF), 1930, 1931, 1934, 1935, 1940, 1943, 1944, 1954, 1962, 1964, 1965, 1969N, 1970N, 1976M, 1976N, 1981M, 1992/93A, 1998/99A, 1998/99C, 2000/01A, 2003/04A, 2005/06A, 2005/06C, 2008/09A, 2011/12A, 2015, 2016/17, 2019/20
- Wicemistrz Argentyny (21): 1927, 1928, 1929, 1933, 1945, 1946, 1947, 1950, 1958, 1973M, 1978M, 1988/89, 1990/91, 1991/92A, 1997/98A, 2002/03A, 2002/03C, 2003/04C, 2006/07A, 2006/07C, 2007/08C

Legenda: AAF – Asociación Argentina de Football, M – Metropolitano, N – Nacional, A – Apertura, C – Clausura
Uwaga: W latach 1967–1985 mistrzostwa Argentyny były rozgrywane dwa razy do roku w formule Metropolitano i Nacional, a od sezonu 1991/92 są rozgrywane dwa razy do roku w formule Apertura (otwierające: sierpień – grudzień) i Clausura (zamykające: luty – lipiec).
- Udział w Copa Libertadores (27 – 6xZ, 5xF): 1963 (F), 1965 (PF), 1966 (PF), 1970 (CF), 1971, 1977 (Z), 1978 (Z), 1979 (F), 1982, 1986, 1989, 1994, 2000 (Z), 2001 (Z), 2002 (CF), 2003 (Z), 2004 (F), 2005 (CF), 2007 (Z), 2008 (PF), 2009, 2012 (F), 2013 (CF), 2015, 2016 (PF), 2018 (F), 2019 (PF)

Z- zdobyty, F – finał, PF – półfinał, CF – ćwierćfinał
- Wszystkie trzy poniższe puchary (Supercopa Sudamericana, Copra Mercosur i obecny Copa Sudamericana), podobnie jak w Europie Puchar Miast Targowych i Puchar UEFA, można traktować, pomimo różnic organizacyjnych, jako jeden turniej i sumować ich dorobek. Wszystkie te trzy turnieje były w Ameryce Południowej turniejami numer dwa po turnieju Copa Libertadores, a Copa Sudamericana pełni wciąż tę rolę. Sumując dorobek klubu Boca Juniors w tych trzech pucharach, okazuje się, że klub ten brał w nich udział 21 razy – z czego 3 razy zwyciężył i raz dotarł do finału:
  - Udział w Supercopa Sudamericana (10 – 1xZ, 1xF): 1988, 1989 (Z), 1990 (CF), 1991, 1992, 1993, 1994 (F), 1995, 1996 (CF), 1997
  - Udział w Copa Mercosur (4 – 0xZ, 0xF): 1998 (CF), 1999, 2000 (CF), 2001
  - Udział w Copa Sudamericana (7 – 2xZ, 0xF): 2002, 2003 (CF), 2004 (Z), 2005 (Z), 2006, 2007, 2008 (CF), 2009, 2014 (PF)

Z- zdobyty, F – finał, PF – półfinał, CF – ćwierćfinał
- Puchar Interkontynentalny: (3) 1977, 2000, 2003
- Recopa Sudamericana: (4) 1990, 2005, 2006, 2008
- Copa Master de Supercopa: (1) 1992
- Copa de Oro Sudamericana: (1) 1993

## Historia

### Początki

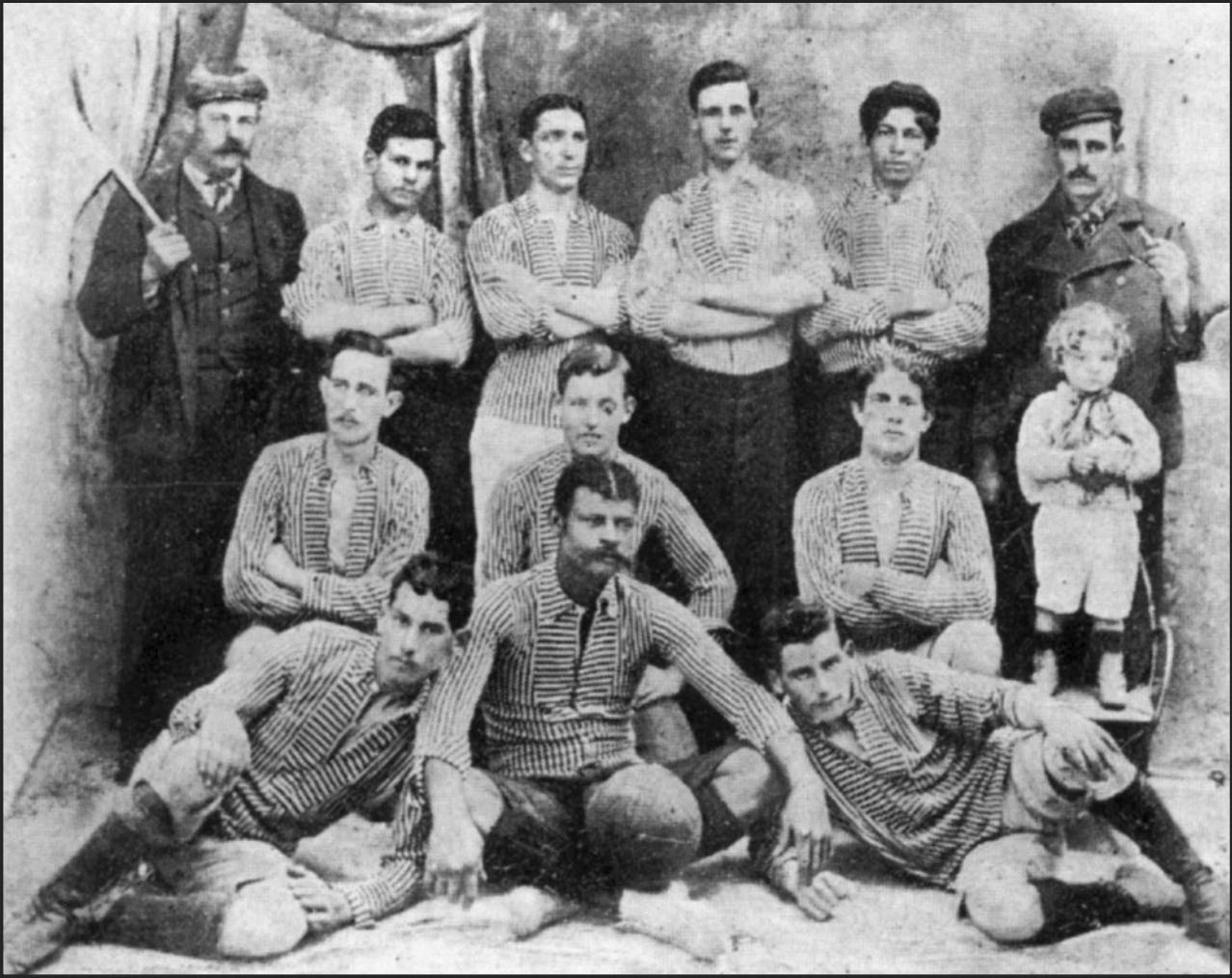
Boca Juniors w roku 1906

Dnia 3 kwietnia 1905 roku pięciu włoskich imigrantów zebrało się w Plaza Solís, położonym w samym sercu La Boca, portowej dzielnicy Buenos Aires. Esteban Baglietto, Alfredo Scarpatti, Santiago Sana, oraz bracia Juan i Teodoro Farenga założyli klub Boca Juniors. Angielskie nazwy argentyńskich klubów pochodzą stąd, że w owym okresie znajdowało się w Argentynie wielu brytyjskich pracowników kolejowych, wprowadzających w kraju futbol.
Początkowo koszulki zespołu były różowe. Zostały jednak szybko zastąpione przez koszulki w biało-czarne paski. Według legendy w roku 1907 zespół stoczył walkę o barwę swych strojów z inną drużyną. Ponieważ Boca przegrał, zdecydowano się przyjąć barwy z flagi pierwszego statku, który wpłynie do portu La Boca. Okazało się, że była to łódź szwedzka z niebiesko-złotą flagą i takie właśnie stały się barwy klubowe Boca Juniors. Pierwsza wersja koszulek była niebieska z żółtym, przekątnym pasem. Pas ten później zmieniono na poziomy, który obowiązuje do dziś. Swój pierwszy mecz Boca Juniors rozegrał 6 maja 1905 z klubem Mariano Moreno, natomiast pierwszy mecz międzynarodowy rozegrał 8 grudnia 1907 z klubem Universal Montevideo.
Pierwsze stroje klubu Boca Juniors
| 1905 | 1905 | 1905-06 | 1907-13 |

### Liga amatorska
Zanim w roku 1913 klub zawitał do pierwszej ligi, występował w lokalnych ligach. Po przeprawie z nieistniejącym już klubem Milonguero, zespół przebił się do drugiej ligi. Jednak w drugiej lidze nie wiodło się Boca Juniors i w owym czasie był to zespół zaliczany do przeciętnych. Do pierwszej ligi klub awansował w momencie, gdy w futbolu argentyńskim nastąpił podział na dwie konkurencyjne federacje piłkarskie – Asociación del Fútbol Argentino (w skrócie AFA) i Federación Argentina de Football (w skrócie FAF). Obie federacje zorganizowały swoje własne mistrzostwa Argentyny, przy czym AFA postanowiła powiększyć swą ligę aż o 9 klubów, wśród których znalazł się Boca Juniors.
Swój pierwszy mecz w pierwszej lidze Boca rozegrał na wyjeździe 13 kwietnia 1913 roku. „Trzynastka” okazała się bardzo szczęśliwa dla Boca Juniors, który wygrał z Estudiantil Porteño Buenos Aires 4:2. Cały sezon roku 1913 podzielono na dwa etapy. Na podstawie tabeli z pierwszego etapu, utworzono walczące o tytuł mistrza grupy A i B, oraz grupę spadkową C, złożoną z czterech najsłabszych klubów. Mistrzowie grup A i B zmierzyli się później o mistrzostwo, a drużyny grupy C walczyły o utrzymanie się w lidze. Boca Juniors (w którego składzie obok reprezentanta Argentyny, świetnego technika Pedro Calomino, grał liczący wówczas 18 lat znakomity napastnik reprezentacji Urugwaju Angel Romano) w rundzie kwalifikacyjnej zajął 5. miejsce i w drugiej fazie zagrał w grupie B. Tu spisywał się bardzo dobrze i zajął ostatecznie drugie miejsce za klubem San Isidro, czyli łącznie w całych mistrzostwach w 1913 roku Boca Juniors uplasował się na 3-4. miejscu. Mistrzostwa nie udało się zdobyć, ale już w pierwszym sezonie klub wdarł się do grona najsilniejszych klubów Argentyny. Przyszłość pokazała, że gdy Boca raz dostał się już do pierwszej ligi, nie dał się już z niej wyrzucić.
W roku 1914 klub potwierdził zarówno swoje możliwości, jak i aspiracje, zajmując w lidze wysokie 3. miejsce. Po zakończeniu podziału w futbolu argentyńskim oraz odejściu Angela Romano do Nacionalu nastały dla klubu dwa słabsze sezony w 1915 i 1916 roku (w obu przypadkach 14. miejsce), ale w 1917 roku Boca Juniors zajął ponownie wysokie, tym razem 4. miejsce. W 1918 roku zabrakło punktu do wicemistrzostwa, które zdobył przyszły odwieczny rywal – River Plate.
W 1919 roku doszło do kolejnego rozłamu w argentyńskiej piłce – 13 klubów opuściło federację Asociación Argentina de Football i założyło Asociación Amateurs de Football, który zorganizował własne mistrzostwa. Boca Juniors pozostał w dotychczasowej, uznawanej przez FIFA federacji. W okrojonej do 6 klubów lidze Boca Juniors zajął pierwsze miejsce i zdobył swoje pierwsze mistrzostwo Argentyny. W roku 1920 w powiększonej do 13 klubów lidze Boca Juniors znów zajął pierwsze miejsce zdobywając mistrzostwo kraju drugi raz z rzędu. Drugi tytuł zdobyty został w imponującym stylu – w 24 meczach jedna porażka, 52 bramki zdobyte i tylko 7 straconych oraz aż 12 punktów przewagi nad drugim w tabeli klubem Banfield. Po tak dobrym sezonie trzecie miejsce w 1921 i w 1922 roku były niespodzianką. Trzecie mistrzostwo w 1923 roku nie zostało zdobyte w tak imponującym stylu, jak poprzednie, gdyż konieczne było rozegranie czterech meczów barażowych z klubem Huracán. Za to w 1924 roku Boca Juniors zdobył mistrzostwo Argentyny bez porażki.
Po zaskakująco słabym sezonie w 1925 roku (20. miejsce), w roku 1926 Boca Juniors z 17 meczów wygrał 15, zremisował 2 i żadnego nie przegrał, zdobywając piąty tytuł mistrza Argentyny. Był to ostatni sezon, w którym w Argentynie mistrzostwa organizowały dwie konkurujące ze sobą federacje. Mistrzostwa w następnym roku zorganizowała nowa, zjednoczona federacja – Asociación Amateurs Argentina de Football. Po połączeniu obu lig w 1927 roku Boca Juniors o jeden punkt dał się wyprzedzić klubowi San Lorenzo de Almagro i musiał zadowolić się tytułem wicemistrza kraju (pierwszym w historii klubu – dotąd było 5 tytułów mistrza, ale ani jednego wicemistrzostwa). W tym okresie kluczową rolę w drużynie zaczął odgrywać ściągnięty z paragwajskiego klubu Nacional znakomity pomocnik Manuel Fleitas Solich.
W 1928 roku pomimo zdobycia aż 100 bramek było drugie wicemistrzostwo – tym razem Boca Juniors wyprzedzony został o 1 punkt przez klub Huracán. Królem strzelców sezonu z 32 bramkami został napastnik Boca Roberto Cherro, a trzeci w tej klasyfikacji z 29 bramkami był drugi z wybitnych napastników klubu Domingo Tarasconi. W roku 1929 liga podzielona została na dwie grupy, których zwycięzcy mieli stoczyć decydujący bój o mistrzostwo Argentyny. Boca Juniors po zwycięskim barażu z San Lorenzo de Almagro wygrał grupę B i uzyskał prawo walki o tytuł mistrza ze zwycięzcą grupy A – klubem Gimnasia y Esgrima La Plata. Mecz rozegrany na stadionie klubu River Plate Boca Juniors przegrał 1:2, uzyskując trzeci tytuł wicemistrza.
W roku 1930 Boca Juniors zdobył w 35 meczach 113 bramek i został ostatnim mistrzem Argentyny w okresie futbolu amatorskiego.

### Liga zawodowa

#### Pierwszy zawodowy mistrz Argentyny
W połowie maja 1931 roku grupa najsilniejszych klubów argentyńskich (a wśród nich Boca Juniors) wystąpiła z federacji Asociación Amateurs Argentina de Football i utworzyła nową federację – Liga Argentina de Football. W tym samym roku LAF zorganizowała pierwsze w historii Argentyny zawodowe mistrzostwa. Boca Juniors swój pierwszy mecz w lidze zawodowej rozegrał 31 maja 1931 roku z klubem Chacarita Juniors. W obecności 12 800 widzów mecz zakończył się bezbramkowym remisem. Choć początek nie był imponujący, Boca Juniors w 1931 roku został pierwszym zawodowym mistrzem Argentyny. W pierwszym zawodowym sezonie klub zdobył 85 bramek, a najlepszy strzelec Boca Juniors Francisco Varallo z 27 bramkami był trzeci w tabeli strzelców sezonu. Następny sezon w 1932 roku nie był już tak pomyślny, gdyż Boca zajął 4. miejsce (Varallo z 24 golami znów był trzeci w tabeli strzelców). W 1933 roku San Lorenzo de Almagro wyprzedził Boca Juniors o 1 punkt, co dało klubowi czwarte już wicemistrzostwo kraju. Dodatkowym sukcesem była korona króla strzelców dla Francisco Varallo, który zdobył 34 bramki.

#### Fuzja dwóch federacji
Sezon w roku 1934 był ostatnim, w którym Argentyna miała dwóch mistrzów kraju – amatorskiego w lidze organizowanej przez Asociación Argentina de Football (federacja uznawana przez FIFA) oraz zawodowego w lidze organizowanej przez Liga Argentina de Football (której FIFA nie uznawała). Po zakończonym sezonie obie federacje połączyły się, tworząc Asociación del Football Argentino (czyli AFA). W tym przełomowym sezonie Boca Juniors preferując niezwykle ofensywny styl gry (101 bramek zdobytych przy aż 62 straconych) zdobył swoje drugie zawodowe mistrzostwo Argentyny, czyli ósme mistrzostwo kraju w historii klubu. W roku 1935 obrona klubu znacznie się poprawiła, tracąc w porównaniu z poprzednim sezonem dwukrotnie mniejszą liczbę bramek. O dziewiątym mistrzostwie zadecydowała nie tylko bardzo dobra obrona, ale i znakomita dwójka napastników – paragwajczyk Delfín Benítez Cáceres i jak zwykle Varallo, którzy razem zdobyli ponad połowę wszystkich bramek dla Boca Juniors.

#### Nietypowy rok 1936
Sezon w roku 1936 był zupełnie nietypowy. Najpierw rozegrano normalne rozgrywki ligowe, które nazwano Copa de Honor Municipalidad de Buenos Aires (Boca zajął 3. miejsce). Potem rozegrano drugi turniej o nazwie Copa Campeonato (gdzie Boca był piąty). Do dziś nie wiadomo, czy o mistrzostwie Argentyny zadecydował mecz między zwycięzcami obu turniejów, czy też jedynie wyniki pierwszego turnieju. Tak się jednak złożyło, że w obu przypadkach zarówno mistrz, jak i wicemistrz jest ten sam. Następny sezon w roku 1937 znów był „normalny”, a Boca uplasował się w tabeli na trzecim miejscu (za River Plate i Independiente).

#### Lata czterdzieste
Po dwóch słabszych sezonach (w 1938 piąty, a w 1939 szósty) w roku 1940, i to pomimo braku Beníteza Cáceresa, który wcześniej przeszedł do Racingu, Boca Juniors zdobył swój dziesiąty, jubileuszowy tytuł mistrza Argentyny. Po następnych dwóch słabszych sezonach (choć nie słabych – w 1941 4. miejsce, a w 1942 5. miejsce) dwa razy z rzędu (w 1943 i 1944) udało się klubowi Boca Juniors wyprzedzić słynną maszynkę, jak zwano w latach 40. znakomitą drużynę River Plate. Głównymi postaciami ataku Boca w tym okresie byli Mario Boyé, Jaime Sarlanga i Urugwajczyk Severino Varela.
W roku 1945 Boca Juniors musiał uznać wyższość River Plate i zadowolić się tytułem wicemistrza Argentyny, natomiast w roku 1946, pomimo świetnej postawy i korony króla strzelców dla Mario Boyé, Boca Juniors wyprzedzony został przez San Lorenzo. W roku 1947 River Plate, mający w swym składzie znakomitego Alfredo Di Stéfano, był poza zasięgiem, więc Boca Juniors trzeci raz z rzędu został wicemistrzem Argentyny.
Po dwuletnim okresie zapaści (1948 – 8. miejsce, 1949 – 15. miejsce) w 1950 Boca Juniors wspólnie z klubem Independiente zajęły drugie miejsce za bezkonkurencyjnym Racingiem. By zdobyć kolejny tytuł wicemistrza trzeba było rozegrać mecze barażowe. Po porażce 2:3 u siebie Boca w identycznym stosunku wygrał na boisku rywala. W trzecim meczu był remis 3:3. W tej sytuacji o przyznaniu tytułu wicemistrza klubowi Boca Juniors zadecydował lepszy stosunek bramek zdobytych do bramek straconych.

#### Boca Juniors wciąż w czołówce
Po 3 słabych sezonach (1951 – 6. miejsce, 1952 – 10. miejsce, 1953 – 7. miejsce) w roku 1954 po 10 latach przerwy Boca Juniors znów był najlepszy w Argentynie. Mistrzostwo Argentyny zapewnił mecz rozegrany 11 listopada 1954 roku w przedostatniej, 29 kolejce, kiedy to Boca na własnym stadionie w obecności blisko 30 tys. widzów pokonał klub Tigre 1:0. Gwiazdami ówczesnych mistrzów Argentyny byli tacy piłkarze jak Eliseo Víctor Mouriño, Natalio Agustín Pescia czy król strzelców José Borello.
W roku 1955 River Plate jak za czasów La Máquina był poza zasięgiem konkurencji, jednak w walce o wicemistrzostwo Boca nie dał rady Racingowi i ostatecznie zajął trzecie miejsce. W roku 1956 znów najlepszy w lidze był River Plate. Boca Juniors pozyskał z Racingu znakomitego Antonio Angelillo, który rzeczywiście okazał się bardzo przydatny, będąc najlepszym w sezonie strzelcem klubu (14 bramek). Znów jednak było trzecie miejsce – wicemistrzem został Club Atlético Lanús.
W 1957 po niezwykle udanym dla Argentyny turnieju Copa América 1957 Antonio Angelillo przeszedł do mediolańskiego Interu, a pozbawiony swego asa Boca uplasował się ostatecznie na czwartym miejscu. W 1958 roku zwyciężył Racing, a Boca znów musiał wywalczyć wicemistrzostwo w barażach. Wobec równej liczby punktów konieczne było rozegranie meczów o wicemistrzostwo Argentyny, do których doszło dopiero w kwietniu następnego roku, w trakcie trwania kolejnego sezonu. Na własnym boisku Boca przegrał z San Lorenzo 3:4, ale w meczu wyjazdowym nie dał przeciwnikom szans i wygrał 3:1.
Po słabym roku 1959 (9. miejsce) klub ściągnął w 1960 znakomitego napastnika brazylijskiego Paulo Valentima. Boca zarówno w 1960, jak i w 1961 zajął 5. miejsce, jednak nowy nabytek nie zawiódł oczekiwań stając się z miejsca najlepszym strzelcem klubu. W roku 1962 Boca Juniors sięgnął wreszcie po długo oczekiwane mistrzostwo. Tym razem drużyna nie imponowała popisami strzeleckimi, a żelazną defensywą opartą na bramkarzu Antonio Romie i kierującym obroną 25-letnim Antonio Ubaldo Rattínie. Ponadto o sile mistrzów w dużej mierze decydował grający w środku pola Norberto Menéndez i wyborowy strzelec – Paulo Valentim (strzelił 19 bramek na 45 zdobytych przez całą drużynę).

### Pierwsze kroki w Copa Libertadores

#### Copa Libertadores 1963
W Copa Libertadores Boca Juniors zadebiutował 7 kwietnia 1963 roku meczem w Asunción z miejscową Olimpią. Debiut nie był udany – klub przegrał z drużyną paragwajską 0:1. Tydzień później był rewanż u siebie i zwycięstwo 5:3. Dwa jednobramkowe zwycięstwa z Club Universidad de Chile dały wygraną w grupie i awans do półfinału, gdzie trzeba było zmierzyć się ze słynnym Peñarolem. W Montevideo Boca rozegrał bardzo dobry mecz pokonując arcytrudnego rywala 2:1. Zwycięstwo u siebie 1:0 dało historyczny, pierwszy w dziejach klubu awans do finału tej niezwykle prestiżowej imprezy. Tutaj czekał znakomity Santos FC z królem futbolu – Pelé. Na Maracanie wobec 55 tys. widzów już po pół godzinie gry brazylijska drużyna prowadziła 3:0. Gdy pewni siebie piłkarze Santosu zwolnili grę, Boca Juniors pokazał siłę swego ataku doprowadzając do stanu 3:2. Dwie bramki zdobył dla klubu z Buenos Aires świeży nabytek z San Lorenzo, znakomity napastnik reprezentacji narodowej – José Sanfilippo (który został w tym sezonie królem strzelców Pucharu Wyzwolicieli). W osiem dni później, 11 września, doszło do rewanżu na stadionie La Bombonera. Gdy w 46 minucie Sanfilippo zdobył prowadzenie, większość obserwatorów przekonana była, że dojdzie do trzeciego meczu finałowego (nie liczyła się wówczas różnica bramek, a różnica punktów – więc nawet bardzo wysokie zwycięstwo Boca nie wystarczyłoby do zdobycia pucharu). Jednak 4 minuty później wyrównał Coutinho, a w 82 minucie decydującą bramkę zdobył Pelé. Drużyna Santosu wyraźnie pokazała, że była wówczas najlepszą klubową jedenastką świata. W lidze też nie całkiem się powiodło, gdyż w sezonie 1963 Boca zajął 4. miejsce.

#### Copa Libertadores 1965
Mistrzostwo Argentyny zdobyte w 1964 roku pozwoliło na kolejną międzynarodową próbę w Copa Libertadores 1965. W turnieju tym wzięły udział dwie drużyny argentyńskie, gdyż obok Boca Juniors (w którego składzie grali tacy piłkarze jak Antonio Roma, Silvio Marzolini, Antonio Ubaldo Rattin, Ernesto Grillo czy Paulo Valentim) prawo udziału w turnieju miał zeszłoroczny zwycięzca – Independiente. Grupowi przeciwnicy Boca – boliwijski Club The Strongest i ekwadorski Deportivo Quito nie byli wymagającymi przeciwnikami i mistrzowie Argentyny wygrali grupę bez straty punktu. Zgodnie z obowiązującą zasadą, której celem było niedopuszczenie do sytuacji, by w finale zagrały kluby z tego samego kraju Boca musiał zmierzyć się z broniącym tytułu Independiente już w półfinale. Po przegranym 0:2 meczu wyjazdowym Boca Juniors wygrał u siebie 1:0. Ponieważ według regulaminu w tym momencie nie liczyła się różnica bramek, a różnica punktów, rozegrano mecz dodatkowy zakończony bezbramkowym remisem. Dopiero teraz przewaga bramkowa w dwumeczu dała awans drużynie Indpependiente. Dla przegranych jedynym pocieszeniem był fakt, że ich pogromcy ponownie zdobyli puchar. Drugie z kolei mistrzostwo Argentyny w 1965 roku Boca Juniors w dużej mierze zawdzięczał swemu nowemu nabytkowi – pozyskanemu z kluby Gimnasia y Esgrima La Plata Alfredowi Rojasowi, który z 17 bramkami okazał się najlepszym strzelcem w klubie. Nieszczęśliwie dla Rojasa 17 bramek nie wystarczyło aby objąć tytuł króla strzelców ligi. Tytuł ten przypadł Ángel Cabrerze, który to zdobył 18 bramek.

#### Copa Libertadores 1966
W Copa Libertadores 1966 obok Boca Juniors jako mistrza kraju miał prawo udziału także wicemistrz (czyli River Plate). Losowanie przeprowadzone zostało ze względu na państa, a nie na kluby – z góry było więc wiadome, że obie argentyńskie drużyny znajdą się w jednej grupie. Przeciwnikami klubów argentyńskich okazały się zespoły z Peru (Universitario Lima i Alianza Lima) oraz z Wenezueli (Italia Caracas i Lara Barquisimeto). Ze swoim głównym rywalem, zespołem River Plate, Boca przegrał pierwszy mecz 1:2 i wygrał u siebie 2:0. Ostatecznie zajął drugie miejsce w grupie tylko dlatego, że pogubił punkty w meczach ze słabszymi rywalami. Nie miało to jednak większego znaczenia, gdyż z grupy awansowały dwie najlepsze drużyny. Półfinał składał się aż z 7 klubów podzielonych na dwie grupy. By nie dopuścić do sytuacji, że w finale staną naprzeciw siebie kluby z jednego kraju w pierwszej grupie wystąpiły aż 3 drużyny argentyńskie – obok Boca Juniors i River Plate znaleźli się obrońcy tytułu, klub Independiente. Samotną „sierotką” w gronie tych trzech potęg był paragwajski klub Club Guaraní. Walka między argentyńskimi drużynami była niezwykle zacięta i wyrównana. Ostatecznie Boca zajął trzecie miejsce, mając 1 punkt mniej niż dwa pozostałe zespoły – River Plate i Independiente, które z powodu równej liczby punktów musiały rozegrać mecz barażowy o wejście do finału. W lidze natomiast w sezonie 1966 było trzecie miejsce, a Alfredo Rojas zdobywając 17 bramek znów okazał się najlepszym strzelcem klubu.

#### Podział ligi na Metropolitano i Nacional
W sezonie 1967 pierwszy raz rozegrano dwa turnieje o mistrzostwo Argentyny. Najpierw był turniej Metropolitano, rozgrywany na dotychczasowych zasadach (czyli z udziałem klubów z zespołu miejskiego Buenos Aires i kilku innych silnych piłkarsko ośrodków jak Rosario czy La Plata). W tym roku ligę podzielono na dwie grupy po 11 drużyn, przy czym 2 najlepsze kluby z każdej z grup awansowały do półfinału mistrzostw. Boca Juniors zajął 4. miejsce w grupie A. Następne mistrzostwa, zwane Nacional dopuszczały kluby z prowincji wyłonione w toku długich i mozolnych eliminacji. Tutaj też Boca Juniors wypadł nie najlepiej, plasując się na 8. miejscu w tabeli. Sezon 1968 również nie przyniósł klubowi żadnych sukcesów.
W turnieju Metropolitano w 1969 Boca Juniors wygrał grupę A i zakwalifikował się do półfinału, gdzie zmierzył się z River Plate. Pomimo dogrywki mecz zakończył się bezbramkowo i do finału awansowali rywale dzięki większej liczbie punktów zdobytej w fazie grupowej. W turnieju Nacional Boca Juniors potwierdził dobrą dyspozycję. W ostatniej kolejce 14 grudnia 1969 roku do tytułu mistrza wystarczał remis. River Plate, który był gospodarzem meczu, chcąc zrównać się punktami i doprowadzić do barażów musiał ten mecz wygrać. Po dwóch bramkach Norberto Madurgi już w pierwszej połowie Boca Juniors prowadził 2:0, jednak w 38 minucie kontaktowego gola zdobył Oscar Más. Gdy Victor Marchetti wyrównał stan meczu w 67 minucie doszło do dramatycznej końcówki, jednak pomimo szaleńczych ataków przeciwnika Boca Juniors nie dał już sobie strzelić bramki i zdobył długo oczekiwany tytuł mistrza Argentyny. W decydującym meczu klub wystąpił w następującym składzie: Rubén Omar Sánchez – Julio Guillermo Meléndez, Silvio Marzolini, Rubén José Suñe, Norberto Rubén Madurga, Roberto Domingo Rogel, Ramón Héctor Ponce, Orlando José Medina, Ángel Clemente Rojas, Raúl Armando Savoy, Ignacio Ramón Peña.

#### Copa Libertadores 1970
Jako mistrzowie Nacional piłkarze Boca Juniors otrzymali kolejną szansę zaprezentowania się na arenie międzynarodowej. W fazie grupowej Copa Libertadores 1970 kluby argentyńskie (obok Boca jako wicemistrz Nacional wystąpił River Plate) trafiły na kluby z Boliwii – Club Bolívar i Universitario La Paz. Boca Juniors fazę grupową przeszedł jak burza nie ponosząc żadnej porażki i tracąc tylko 1 punkt (jednak nie w meczu z River Plate, a w bezbramkowym remisie z Universitario w La Paz). W ćwierćfinale oba kluby z Argentyny spotkały się w grupie pierwszej z reprezentującym Peru Universitario Lima. Drużyna peruwiańska nie była w stanie sprostać wielkim klubom z Argentyny, które walkę o pierwsze miejsce rozegrały między sobą. Tak się złożyło, że Boca znajdował się wówczas w dołku (w tym okresie w lidze przegrana z Rosario Central 0:3 i z Huracánem 0:2), co bezwzględnie wykorzystał River Plate i awansował do półfinału. Także w lidze pierwsza połowa sezonu 1970 nie była w pełni pomyślna – w Metropolitano Boca Juniors zajął 4. miejsce. Znacznie lepie było w mistrzostwach Nacional, podzielonych na dwie grupy po 10 klubów. Boca wspólnie z Rosario Central zajął dwie czołowe pozycje w grupie B i awansował do półfinału mistrzostw, gdzie 20 grudnia zwyciężył 2:0 z Chacarita Juniors. W finale przeciwnikiem byli rywale z grupy (którzy w półfinale zdecydowanie pokonali Gimnasię z La Platy 3:0). Decydujący o mistrzostwie mecz rozegrano 23 grudnia na stadionie klubu River Plate. Na bramkę Landucciego z 40 minuty Boca odpowiedział trafieniem Rojasa w 79 minucie – konieczna okazała się więc dogrywka. W 109 minucie meczu mistrzowską bramkę zdobył dla Boca Juniors Jorge Antonio Coch. Drużyna Boca prowadzona przez José Silverę zagrała w finale w następującym składzie: Antonio Roma – Julio Guillermo Meléndez, Silvio Marzolini, Rubén José Suńé, Norberto Rubén Madurga, Miguel Alberto Nicolau, Jorge Antonio Coch, José Rubén Palacios, Hugo Alberto Curioni (59 Raúl Armando Savoy), Ángel Clemente Rojas, Oscar Antono Pianetti (96 Antonio Roberto Cabrera).

### Lata siedemdziesiąte

#### Początek dekady
O kolejnym Pucharze Wyzwolicieli (Copa Libertadores 1971) obaj reprezentanci Argentyny (Boca Juniors i Rosario Central) woleliby zapomnieć. W swoim czwartym występie grupowym na La Bombonera piłkarze klubu, nie mogąc pokonać peruwiańskiej drużyny Club Sporting Cristal, na 4 minuty przed końcem meczu przy stanie 2:2 rzucili się do bójki. Efekt był taki, że Boca Juniors wykluczony został z rozgrywek, a w pozostałych dwóch meczach przyznano rywalom walkower. Rosario Central też spisał się słabo i z grupy, ku zaskoczeniu wszystkich, wyszedł na pierwszym miejscu klub Universitario Lima. W lidze w sezonie 1971 też było nie najlepiej – 8. miejsce w Metropolitano i 5-6 w Nacional.
W turnieju Metropolitano w sezonie 1972 było 9. miejsce, za to znacznie lepiej było w Nacional, gdzie Boca Juniors wygrał grupę B i awansował do najlepszej trójki imprezy. Ponieważ liczyły się zdobyte punkty, a nie miejsce w tabeli swojej grupy, Boca Juniors, by zagrać w finale, zmierzyć się musiał z wicemistrzem grupy A, swoim już odwiecznym rywalem, River Plate. Przegrana 2:3 oznaczała, że marzenia o mistrzostwie trzeba było odłożyć na przyszłość. W drużynie niedoszłych mistrzów wyróżniał się wówczas Hugo Curioni, który z 12 bramkami był najlepszym strzelcem zespołu. W sezonie 1973, w odróżnieniu od poprzednich, klub lepiej spisał się w turnieju Metropolitano, w którym zajął 2. miejsce (4 punkty za mistrzowskim klubem Huracán) sięgając po tytuł wicemistrza Argentyny. W drużynie brylowali wtedy dwaj napastnicy – Hugo Curioni (który z 17 bramkami został jednym z trzech królów strzelców imprezy) oraz Osvaldo Potente (15 bramek). W Nacional było znacznie słabiej – 5. miejsce w grupie B (czyli razem 9-10).
Turniej Metropolitano w sezonie 1974 podzielony był na dwie grupy, z których do finału awansowały po dwa zespoły z każdej z grup. Boca Juniors zajął drugie miejsce w grupie B i awansował do finałowej czwórki. Tu jednak piłkarze klubu Boca nie dali rady rewelacyjnie spisującym się klubom z Rosario – Rosario Central i Newell’s Old Boys. W turnieju Nacional było, jak na aspiracje takiego klubu, bardzo słabo – 7. miejsce. W sezonie 1975 w Metropolitano drugi raz z rzędu Boca Juniors był trzeci, a w Nacional klub nie zdołał zakwalifikować się nawet do czołowej ósemki.

#### Dwukrotne mistrzostwo w jednym roku
Sezon ligowy w 1976 roku to najbardziej udany sezon w historii klubu. Najpierw rozegrane zostały mistrzostwa Metropolitano, podczas których liga podzielona została na dwie grupy po 11 klubów. Do decydującej o mistrzostwie rundy finałowej awansowało 12 klubów – po 6 najlepszych z każdej grupy. Boca Juniors w grupie A zajął 4. miejsce – klub awansował do grupy finałowej, ale swą grą nikogo nie zachwycił. Nikt nie spodziewał się, że końcowa lokata będzie lepsza niż w ostatnich sezonach. Jednak w grupie mistrzowskiej drużyna kierowana przez Juana Carlosa Lorenzo zmieniła się nie do poznania, skutkiem czego na 11 meczów wygrała 8, zremisowała 3 i nie poniosła żadnej porażki. Zwycięski zespół charakteryzował się tym, że największe sławy grały nie w napadzie, a z tyłu – byli to tacy piłkarze jak bramkarz Hugo Gatti oraz obrońcy Francisco Sá (niedawno ściągnięty z Independiente) i Alberto Tarantini. Mistrzostwa Nacional podzielono na cztery grupy po 8 klubów. Boca Juniors wygrał swoją grupę i bez problemu awansował do fazy pucharowej. Tutaj po pokonaniu Banfield i Huracánu klub dotarł do finału, gdzie przyszło zmierzyć się z River Plate, w którego składzie grali tacy gracze jak bramkarz Ubaldo Fillol, obrońcy Alfredo Perfumo i Daniel Passarella oraz w ataku Oscar Más. Na stadionie klubu Racing w obecności 69 tys. widzów Boca wygrał minimalnie 1:0 i drugi raz w tym samym roku zdobył mistrzostwo Argentyny. Do dziś nie udało się tego sukcesu powtórzyć.

#### Copa libertadores 1977
W Copa Libertadores 1977 losowanie nie było zbyt szczęśliwe dla drużyn argentyńskich, które trafiły na reprezentantów Urugwaju – kluby Defensor i Peñarol z Montevideo. Boca Juniors wygrał jednak grupę niezwykle pewnie, choć bez fajerwerków. Nie przegrał przy tym żadnego meczu i nie stracił bramki. Równie efektywnie klub spisał się w grupie półfinałowej grając z kolumbijskim Deportivo Cali i paragwajskim Club Libertad, choć tym razem nie obyło się bez strat bramkowych. W finale czekał obrońca tytułu – Cruzeiro EC. W Buenos Aires wygrał Boca Juniors 1:0, w Belo Horizonte był identyczny wynik, tyle że w odwrotną stronę. W Montevideo na Estadio Centenario mimo dogrywki nie padła żadna bramka i konieczna okazała się rozgrywka w rzutach karnych. Tu piłkarze klubu argentyńskiego okazali się odporniejsi nerwowo i Boca Juniors pierwszy raz w historii sięgnął po największe trofeum Ameryki Południowej. W decydującym meczu klub wystąpił w następującym składzie: Gatti – Pernía, Tesare, Mouzo, Tarantini, J.J. Benitez (Ribolzi (Pavón)), Suñé, Zanabria, Mastrángelo, Veglio, Felman. W lidze w 1977 było czwarte miejsce w Metropolitano, natomiast w Nacional nie udało się awansować do najlepszej czwórki.

#### Najlepszy klub świata
Wiosną następnego roku Boca Juniors przystąpił do walki o miano najlepszej drużyny świata z finalistą PEMK niemieckim klubem Borussia Mönchengladbach (zdobywca Pucharu Europy Liverpool wycofał się z walki). Na „La Bombonera” 21 marca 1978 był remis 2:2. Tydzień później w walce o Copa Interamericana Boca Juniors łatwo pokonał 3:0 meksykański klub Club América. Rewanż w Meksyku 12 kwietnia zakończył się sensacyjną porażką 0:1. Ponieważ nie liczyła się różnica bramek, lecz różnica punktów – dwa dni później rozegrano dodatkowy mecz. Drużyna meksykańska w pełni wykorzystała słabszą dyspozycję faworytów i wygrała po dogrywce 2:1, odnosząc największy w swej historii sukces. Rewanżowy pojedynek o Puchar Świata odbył się 1 sierpnia w Karlsruhe. Boca Juniors słabszą dyspozycję z wiosny miał już za sobą i po bramkach Felmana w 2 minucie, Mastrángelo w 33 minucie i Salinasa w 37 minucie łatwo wyszedł na prowadzenie 3:0. Kierowana przez wybitnego szkoleniowca Udo Lattka znakomita drużyna niemiecka (w której składzie grali tacy piłkarze jak Berti Vogts i Allan Simonsen) nie była tego dnia w stanie odwrócić losów meczu, który do końca kontrolowali będący w świetnej dyspozycji piłkarze z Argentyny. Boca Juniors, którego trenerem był wówczas Juan Carlos Lorenzo, zdobył miano najlepszej drużyny świata grając w następującym składzie: Hugo Orlando Gatti – José Luis Tesare, José María Suárez, Vicente Alberto Pernía, Rubén José Suñé, Miguel Ángel Bordón, Ernesto Enrique Mastrángelo, Mario Nicasio Zanabria, José Luis Saldaño (46 Carlos José Veglio), Carlos Horacio Salinas, Darío Luis Felman.

#### Copa Libertadores 1978
W Copa Libertadores 1978 drużyna jako obrońca tytułu nie grała w fazie grupowej i od razu przystąpiła do walki w półfinałach. Przeciwnikami w grupie był odwieczny rywal, River Plate, oraz brazylijski klub Clube Atlético Mineiro. Boca Juniors nie dał żadnych szans renomowanym rywalom i ze stratą tylko jednego punktu awansował do finału. Tutaj w listopadzie przyszło zmierzyć się z kolumbijską rewelacją turnieju – Deportivo Cali. Po bezbramkowym meczu wyjazdowym Boca Juniors rozgromił u siebie przeciwników 4:0 i drugi raz z rzędu zdobył Puchar Wyzwolicieli grając w następującym składzie: Gatti – Pernía, Sá, Mouzo, Bordón, J.J. Benítez (Veglio), Suñé, Zanabria, Mastrángelo, Salinas, Perotti. Rozgrywki ligowe sezonu 1978 toczyły się w tle międzynarodowych zmagań klubu. W Metropolitano słabsza dyspozycja z marca i kwietnia sprawiła, że klubowi zabrakło tylko 1 punktu do mistrzostwa. W trakcie Nacional klub większą uwagę zwracał na rozgrywki w Copa Libertadores, toteż w grupie dał się wyprzedzić nawet regionalnemu klubowi Atlético Tucumán.

#### Copa Libertadores 1979
Ponieważ zarówno zwycięzca w PEMK Liverpool, jak i Boca Juniors nie znalazły wolnych terminów, mecze o miano najlepszej drużyny świata nie odbyły się. W Copa Libertadores 1979 klub znów, jako obrońca tytułu, bez gry awansował do półfinału. W walce o finał zmierzył się z Independiente i urugwajskim Peñarolem. Oba kluby argentyńskie uzyskały na koniec identyczną liczbę punktów i konieczne było rozegranie barażu, w którym Boca Juniors pokonał Independiente 1:0 i trzeci raz z rzędu awansował do finału Pucharu Wyzwolicieli. Przeciwnikiem był rewelacyjnie spisujący się klub paragwajski Club Olimpia. W Asunción na stadionie Defensores del Chaco drużyna Olimpii całkowicie zaskoczyła obrońców tytułu i już po pół godzinie gry prowadziła 2:0. Teraz zespół paragwajski zademonstrował znakomitą defensywę i nie dał już sobie strzelić bramki. Również w rewanżu przez 90 minut gry nie padła żadna bramka i sensacja stała się faktem – faworyzowany Boca Juniors nie wygrał trzeci raz z rzędu, za to pierwszy raz w dziejach w Copa Libertadores wygrała drużyna paragwajska.
Sezon ligowy 1979 był jeszcze mniej udany – 7–8. miejsce w Metropolitano, a w Nacional Boca Juniors nie zdołał zakwalifikować się do najlepszej ósemki. Tak więc na jakiś czas klub musiał pożegnać się z rozgrywkami międzynarodowymi.

### Chude lata

#### Po mistrzostwie coraz gorzej
Po fatalnym sezonie w 1980 roku (7. miejsce w Metropolitano i mizerna postawa w Nacional) Boca Juniors zdobył kolejne mistrzostwo Argentyny w turnieju Metropolitano w 1981 roku (w czym znacznie pomógł klubowi Diego Maradona). W Nacional było słabiej (klub wyeliminowany został w ćwierćfinale), ale i tak znacznie lepiej niż przed rokiem. Występ w Copa Libertadores 1982 był jednym z najsłabszych występów klubu na arenie międzynarodowej – Boca Juniors na 6 meczów wygrał tylko jeden dając się wyprzedzić nawet boliwijskiemu klubowi Club The Strongest. W lidze w sezonie 1982 doszło do zmiany kolejności rozgrywania turniejów – najpierw rozegrano turniej Nacional, a potem Metropolitano. W Nacional Boca nie zakwalifikował się do rundy pucharowej, ale w Metropolitano było znacznie lepiej – 3. miejsce, a najlepszy strzelec klubu Ricardo Gareca z 17 bramkami został wicekrólem strzelców.
W sezonie 1983 turniej Nacional podzielono na 8 grup po 4 kluby – z każdej grupy do następnej rundy awansowały trzy drużyny. Boca Juniors wygrał grupę E i bez problemu awansował do kolejnego etapu. Wyeliminowanie klubu San Martín Tucumán nie stanowiło wielkiego problemu, jednak w 1/8 finału Boca nie dał rady klubowi Argentinos Juniors. W Metropolitano też było mizernie – jedynie 7. miejsce.
W 1984 w turnieju Nacional Boca Juniors nawet nie wyszedł z grupy, w której dał się wyprzedzić przez Newell’s Old Boys Rosario i Talleres Córdoba. W Metropolitano klub zbliżył się do dna zajmując 16. miejsce na 19 klubów.

#### Reforma ligi
Sezon w 1985 roku był dość nietypowy, gdyż nie zostały rozegrane mistrzostwa Metropolitano, a jedynie mistrzostwa Nacional. Związane to było z przejściem ligi argentyńskiej z dotychczasowego systemu jesień-wiosna na system wiosna-jesień. Boca Juniors wygrał grupę B, jednak w fazie pucharowej wyeliminowany został już w pierwszej rundzie przez Vélez Sarsfield. Tym razem jednak nie odebrało to jeszcze szansy na końcowy sukces. Według regulaminu pokonany w grupie „zwycięzców” Boca Juniors przeszedł do tzw. grupy „przegranych”, gdzie w dalszym ciągu grano systemem pucharowym – ale dopiero tutaj porażka oznaczała ostateczne pożegnanie się z mistrzostwami. W drugiej rundzie grając wśród „przegranych” Boca Juniors tafił na rywala, z którym grał już w fazie grupowej – klub regionalny Altos Hornos Zapla Palpalá. Zwycięstwo 3:1 dało pewny awans do trzeciej rundy, gdzie trzeba było uznać wyższość drużyny Independiente.
Nowy sezon 1985/86 był pierwszym w historii futbolu argentyńskiego, w którym liga grała systemem wiosna-jesień. Drugim ważnym punktem reformy było połączenie mistrzostw Nacional i Metropolitano w jedne ogólnonarodowe mistrzostwa, w których drużyny z prowincji uzyskały możliwość awansu do najwyższej ligi. Sezon ten dla Boca Juniors nie był już tak fatalny, jak poprzedni. Klub zajął w lidze 5. miejsce, co wystarczyło, by zakwalifikować się do Liguilla Pre-Libertadores, który miał wyłonić drugi (obok mistrza Argentyny) klub mający prawo gry w Copa Libertadores. Boca Juniors wykorzystał swą szanę i wygrał turniej, dzięki czemu razem z mistrzem Argentyny (River Plate) wystąpił w Copa Libertadores 1986. Obie drużyny argentyńskie trafiły na reprezentantów Urugwaju – Montevideo Wanderers i CA Peñarol. Grupę wygrał River Plate nie ponosząc żadnej porażki, a ponieważ awansował dalej tylko zwycięzca grupy, będący na 3. miejscu Boca Juniors odpadł już w fazie grupowej. W lidze w sezonie 1986/87 było 4. miejsce, czyli o jedno oczko wyżej niż przed rokiem. W drużynie Boca Juniors wyróżnił się napastnik Jorge Comas, który z 19 bramkami został wicekrólem strzelców ligi argentyńskiej. W turnieju Pre-Libertadores Boca Juniors dotarł do finału, jednak przegrał z Independiente i nie zakwalifikował się co Copa Libertadores 1987.

#### Początek Supercopa Sudamericana
W sezonie 1987/88 Boca Juniors zajął 12. miejsce i wziął udział w zorganizowanym dla tych najsłabszych drużyn pierwszoligowych, które nie spadły do drugiej ligi, turnieju Liguilla Clasificación. Zwycięstwo w tych rozgrywkach dawało prawo gry w turnieju Pre-Libertadores w następnym roku. Jednak nawet tutaj klubowi się nie powiodło. Co prawda Boca Juniors dotarł do finału, ale tu uległ klubowi Platense. W 1988 roku doszło do pierwszej edycji Supercopa Sudamericana, które w swej idei miał być drugim po Copa Libertadores turniejem w Ameryce Południowej. Prawo gry w tym turnieju przysługiwało z „urodzenia” i nie trzeba było żadnych kwalifikacji, gdyż w pucharze tym mogły brać udział tylko te kluby, który w swej historii co najmniej raz wygrały Copa Libertadores. Boca Juniors należał do tej elity i 2 marca 1988 roku zadebiutował w nowym turnieju na La Bambonera, wygrywając 1:0 (pierwszą bramkę w nowym turnieju zdobył dla klubu Jorge Alberto Comas w 4 minucie meczu) z brazylijskim klubem Grêmio Porto Alegre. Dwa tygodnie później doszło do rewanżu w Porto Alegre, gdzie drużyna brazylijska pokonała kierowany przez José Omara Pastorizę Boca Juniors 2:0 i awansowała do ćwierćfinału.

#### Wicemistrzostwo i szansa w Copa Libertadores
Całkowicie odmienny był sezon 1988/89, w którym Boca Juniors zdobył wicemistrzostwo Argentyny oraz prawo gry w Copa Libertadores 1989. Ponownie najlepszym strzelcem klubu był Jorge Comas (15 bramek). Ponadto bardzo wzmocniło grę defensywną klubu ściągnięcie z kolumbijskiego Independiente Santa Fe świetnego bramkarza Navarro Montoyi. W Pucharze Wyzwolicieli Racing i Boca Juniors trafiły na kluby peruwiańskie – Universitario Lima i Club Sporting Cristal. Tym razem nie było problemów z awansem do kolejnego etapu, gdyż spośród 4 klubów w grupie awansowały 3 kluby. Zachęcające jednak było, że Boca Juniors zajął pierwsze miejsce. W 1/8 finału rywalem była zawsze groźna Club Olimpia. W stolicy Paragwaju Boca przegrał 0:2, ale u siebie pokonał Olimpię 5:3. W odróżnieniu od rozgrywek europejskich nie liczyły się bramki wyjazdowe, lecz jedynie bilans dwumeczu – a ten był remisowy. Nie było także dogrywki, lecz od razu przystąpiono do losowania metodą rzutów karnych. Drużyna z Paragwaju okazała się w tej rozgrywce nieco lepsza i wygrała karne 7:6.

#### Supercopa Sudamericana 1989
Niepowodzenie w Pucharze Wyzwolicieli Boca Juniors postanowił powetować sobie w Supercopa Sudamericana 1989, gdzie do ćwierćfinału udało awansować się bez gry. Kierowany przez nowego trenera Carlosa Aimara zespół trafił na rywala „zza miedzy” – Racing. Na La Bombonera był bezbramkowy remis, jednak na stadionie Racingu Boca Juniors po bramkach Ponce i Cuciuffo wygrał 2:1 i awansował do półfinału. Pojawiła się teraz okazja do rewanżu za ubiegłoroczne niepowodzenie, gdyż w walce o finał trzeba było pokonać Grêmio Porto Alegre. Tym razem pierwszy mecz rozegrano w Porto Alegre, gdzie Boca osiągnął bezbramkowy remis. W Buenos Aires po bramkach Marangoniego i Cuciuffo drużyna argentyńska wygrała pewnie 2:0 i znalazła się w finale imprezy. Decydująca walka miała się rozegrać między dwoma klubami argentyńskimi, gdyż obok Boca Juniors na szczycie znalazł się najbardziej utytułowany w Copa Libertadores klub Independiente. W lidze we wrześniu Boca wygrał na La Bombonera z Independiente 1:0. Jednak 22 listopada nie padła żadna bramka. W tydzień później było podobnie i o ostatecznym triumfie zadecydowały rzuty karne. Karne 5:3 wygrał Boca, bo miał w bramce Montoyę. W ten sposób po bezbramkowym dwumeczu zespół z La Boca dodał kolejny międzynarodowy puchar do swej kolekcji.

#### Copa Libertadores 1991
W sezonie 1989/90 znów było wysokie miejsce w lidze – tym razem trzecie. Dzięki wygraniu turnieju Pre-Libertadores (po pokonaniu w finale Independiente dwa razy po 1:0) Boca Juniors obok mistrzów Argentyny (River Plate) uzyskał prawo startu w Copa Libertadores 1991. Kluczową postacią zespołu był wychowanek klubu, okrzyknięty wtedy „drugim Maradoną” Diego Latorre.
Ostatnie zwycięstwo w Supercopa Sudamericana dało klubowi prawo gry ze zwycięzcą Copa Libertadores 1989 o Recopa Sudamericana. Do spotkania doszło dopiero 17 marca 1990 roku w Miami, gdzie piłkarze Boca po bramce Diego Latorre pokonali aktualnych zdobywców Pucharu Wyzwolicieli i zdobyli kolejne trofeum.
W listopadzie w Supercopa Sudamericana 1990 Boca Juniors wystąpił w roli obrońcy tytułu i dlatego awansował do ćwierćfinału bez gry. Dzięki bramce Giunty 4 listopada Boca wygrał na wyjeździe z potężnym urugwajskim klubem CA Peñarol. Rewanż miał być formalnością – jednak kilkanaście dni później na La Bombonera zespół z Urugwaju rozegrał znakomity mecz i pokonał gospodarzy 2:0. Kolejną międzynarodową szansą dla klubu miał być rozgrywany w następnym roku Copa Libertadores.
W fazie grupowej Pucharu Wyzwolicieli kluby z Argentyny trafiły na kluby z Boliwii – Club Bolívar i Oriente Petrolero. Największą sensacją turnieju było ostatnie miejsce w grupie mistrzów Argentyny – River Plate. Do dalszych gier awansował drugi w grupie Boca Juniors i oba kluby z Boliwii. W 1/8 finału Boca nadspodziewanie łatwo uporał się z brazylijskim klubem Corinthians Paulista (3:1 u siebie i 1:1 w meczu wyjazdowym). W ćwierćfinale kolejna brazylijska przeszkoda – CR Flamengo. Po wyjazdowej porażce 1:2 Boca wygrał 3:0 u siebie i awansował do półfinału. W dwumeczu z rewelacyjnie spisującym się chilijskim klubem CSD Colo-Colo drużyna z Argentyny była faworytem, jednak po nikłym 1:0 w Buenos Aires, w Santiago CSD Colo-Colo wygrał 3:1 i awansował do finału. Później okazało się, że Boca Juniors wyeliminowany został przez zdobywców tej edycji pucharu.
Po dobrym występie w Pucharze Wyzwolicieli klub miał nadzieję na sukces w Supercopa Sudamericana 1991. W 1/8 finału znów przeszkodą był klub z Urugwaju – tym razem Club Nacional de Football. W pierwszym meczu na La Bombonera (3 października) w pierwszej połowie prowadzenie dla Boca uzyskał Walter Pico, jednak w drugiej połowie wyrównał Dely Valdéz. Sześć dni później w rewanżu też padły tylko dwie bramki i też po jednej w obu połowach. Jedyna różnica polegała na tym, że strzelali tylko gracze Nacionalu.
Ligowy sezon 1990/91 był udany – Boca z brylującym w środku pola Diego Latorre i w ataku Gabrielem Batistutą (zdobył 13 bramek – po zakończonym sezonie odszedł do Fiorentiny) został wicemistrzem Argentyny. Jednak tytuł ten nie kwalifikował do Copa Libertadores 1992, gdzie prawo gry miał jedynie mistrz Argentyny (tym razem Newell’s Old Boys) oraz zwycięzca turnieju Pre-Libertadores. Tutaj Boca po dojściu do finału uległ klubowi San Lorenzo.
W kolejnym podejściu do Supercopa Sudamericana w 1992 roku Boca Juniors trafił w 1/8 finału na Estudiantes La Plata. U siebie 29 września piłkarze Boca wygrali 2:1, w rewanżu lepsi o jedną bramkę okazali się gracze z La Platy. Gorzej wykonywane rzuty karne zadecydowaly, że Boca na kolejną szansę musiał poczekać jeszcze jeden rok.

#### Epoka Martíneza
W sezonie 1991/92 mistrzostwa Argentyny po raz pierwszy podzielono na dwa turnieje – Apertura i Clausura. Mistrz każdego z tych turniejów był mistrzem Argentyny. W turnieju Apertura Boca Juniors zdobył wicemistrzostwo Argentyny. W turnieju Clausura było nieco gorzej – 4. miejsce. Drugie miejsce w tabeli sumarycznej sezonu dało prawo klubowi gry w Copa CONMEBOL, jednak Boca zrezygnował z udziału. W 1992 roku przybył do klubu z CA Peñarol znakomity napastnik urugwajski Sergio Daniel Martínez, który w ciągu najbliższych kilku lat miał być główną siłą napędową ofensywnej gry Boca Juniors
W turnieju Apertura 1992/93 prowadzony przez urugwajskiego szkoleniowca Oscara Tabáreza Boca Juniors po ponad 10-letniej przerwie zdobył wreszcie tytuł mistrza Argentyny. Dzięki temu sukcesowi klub uzyskał prawo gry w Copa Libertadores w 1994 roku. W turnieju Clausura było znacznie gorzej i klub zajął 7. miejsce. Jedynie urugwajski napastnik Boca Juniors Sergio Martínez z 12 bramkami sięgnął po tytuł wicekróla strzelców ligi. W Apertura 1993/94 Boca był czwarty, a Martínez znów zdobył 12 goli, jednak tym razem oznaczało to koronę króla strzelców. W Clausura jak przed rokiem 7. miejsce i jak przed rokiem najlepszy strzelec klubu Martínez był wicekrólem strzelców (choć tym razem z 8 bramkami). Start w Supercopa Sudamericana 1993 był całkowicie nieudany – Boca Juniors ponownie trafił na Estudiantes La Plata i dwukrotnie przegrał – 0:2 na wyjeździe oraz 1:3 u siebie. Start w Copa Libertadores 1994 był dla klubu także nieudany – Boca Juniors zajął w grupie ostatnie 4. miejsce i pożegnał się z turniejem już w fazie grupowej. Jedynym usprawiedliwieniem może być to, że kluby argentyńskie trafiły na kluby z Brazylii – Cruzeiro EC i SE Palmeiras. Ale drugiemu klubowi argentyńskiemu, Vélez Sarsfield, nie przeszkodziło to w zajęciu pierwszego miejsca.
Kolejną okazją, by powetować sobie dotychczasowe niepowodzenia był Supercopa Sudamericana 1994. W 1/8 finału po porażce 0:1 w Montevideo Boca zrewanżował się Urugwajczykom za dotychczasowe porażki i pokonał aż 4:1 CA Peñarol. W ćwierćfinale czekał odwieczny rywal – River Plate. Remisy – najpierw 0:0 na Estadio Monumental, a następnie 1:1 na La Bombonera – sprawiły, że konieczne były rzuty karne. To sportowe losowanie wygrali piłkarze Boca i awansowali do półfinału. River Plate dwa miesiące później w rozgrywkach ligowych powetował sobie to niepowodzenie, gromiąc piłkarzy Boca Juniors na ich własnym stadionie 3:0. W półfinale na własnym boisku drużyna argentyńska wygrała 2:0 z niedawnym dwukrotnym zdobywcą Copa Libertadores (w latach 1992 i 1993), brazylijskim klubem São Paulo FC. W rewanżu drużyna brazylijska odpowiedziała jedynie bramką Ciao i Boca Juniors drugi raz znalazł się w finale drugiego pod względem ważności turnieju klubowego Ameryki Południowej. W finale dużyna z La Boca pierwszy mecz rozegrała u siebie i zremisowała z Independiente 1:1. W rewanżu bramka Ramberta zadecydowała o tym, że to rywale mogli cieszyć się z ostatecznego zwycięstwa.

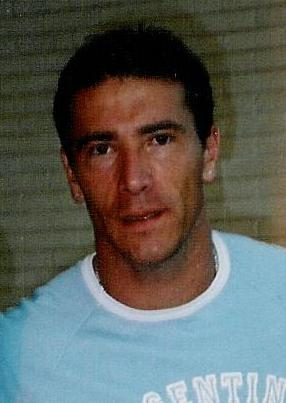
Kily Gonzalez, zanim odszedł do Realu Saragossa, zagrał w sezonie 1995/96 w Boca Juniors

Turniej Apertura w sezonie 1994/95 to dalekie 13. miejsce i jedynie Sergio Martínez, jako zdobywca 8 goli i wicekról strzelców mógł zaliczyć ten okres do udanych. W turnieju Clausura było znacznie lepsze 4. miejsce, a Martínez z 9 bramkami tradycyjnie już był najlepszym strzelcem drużyny Boca Juniors. W Supercopa Sudamericana 1995 klub zajął ostatnie miejsce w grupie – wyprzedzony przez São Paulo FC i Olimpię Asunción. W turnieju Apertura 1995/96 Boca Juniors, pomimo że wzmocnili go Claudio Caniggia i Kily González, znów był czwarty, a w turnieju Clausura – piąty. W 1995 roku przybył również do klubu Diego Maradona, by rozegrać w nim ostatnie dwa lata w swej piłkarskiej karierze.
W Supercopa Sudamericana 1996 Boca Juniors wygrał grupę bez porażki, wyprzedzając Racing i Argentinos Juniors. W ćwierćfinale po dwóch remisach z Cruzeiro EC (0:0 i 1:1), Boca przegrał w karnych i odpadł z turnieju. Następny ligowy sezon 1996/97 był jeszcze słabszy od poprzedniego – 10. miejsce w Apertura i 9. miejsce w Clausura. Turniej Supercopa Sudamericana 1997 zaczął się dla klubu obiecująco – remis z CA Independiente i zwycięstwo z Cruzeiro EC. Ale począwszy od wyjazdowej porażki 1:2 z CSD Colo-Colo szczęście od klubu całkowicie się odwróciło – Boca w pozostałych meczach zdołał wywalczyć tylko jeden punkt i zajmując ostatnie miejsce w grupie odpadł z rozgrywek.
Sezon 1997/98 zwiastował dla klubu lepsze czasy. W turnieju Apertura, pomimo odejścia Martíneza do hiszpańskiego klubu Deportivo La Coruña, Boca Juniors zdobył tytuł wicemistrza Argentyny, natomiast w Clausura klub zajął 6. miejsce. Boca zadebiutował także w następcy Supercopa Sudamericana – Copa Mercosur 1998. Mając w grupie trudnych rywali (CA Vélez Sarsfield, brazylijski CR Flamengo oraz Cerro Porteño z Paragwaju) Boca wygrał 3 mecze i tyle samo przegrał awansując dalej z drugiego miejsca. W ćwierćfinale SE Palmeiras okazał się jednak zbyt silny – po 1:3 na wyjeździe u siebie Boca Juniors zdołał zaledwie zremisować 1:1. Później okazało się, że Boca Juniors przegrał ze zwycięzcami tej edycji pucharu.

### Złota era

#### Podwójny mistrz
Sezon 1998/99 przeszedł najśmielsze oczekiwania. Boca Juniors nie tylko zdobył mistrzostwo Argentyny, ale uczynił to dwa razy w jednym sezonie. Podobnego wyczynu Boca Juniors dokonał jedynie w 1976 toku, kiedy też dwa razy został mistrzem Argentyny. Turniej Apertura wygrany został w imponującym stylu – Boca Juniors nie poniósł żadnej porażki i wyprzedził drugi w tabeli klub Gimnasia y Esgrima La Plata o 9 punktów. Także pod względem bilansu bramkowego drużyna zdecydowanie przewyższyła pozostałych rywali. Niewiele gorzej było w turnieju Clausura. Boca Juniors poniósł jedną porażkę i wyprzedził drugi w tabeli River Plate o 7 punktów. Tym razem mistrzowski zespół zaimponował znakomitą grą defensywną, tracąc w 19 meczach zaledwie 11 bramek. Na gwiazdę mistrzowskiego zespołu wyrósł pozyskany w 1997 roku z Estudiantes La Plata Martín Palermo. Sukcesy ligowe dały klubowi prawo gry w Copa Mercosur 1999 i Copa Libertadores 2000. Copa Mercosur Boca rozpoczął od bardzo mocnego uderzenia gromiąc na La Bombonera słynny brazylijski klub São Paulo FC 5:1. Później jednak klub pogubił punkty i dał się wyprzedzić drużynie San Lorenzo, przez co odpadł z turnieju.

#### Copa Libertadores 2000
W ligowym sezonie 1999/2000 wyczyn Boca Juniors z poprzedniego sezonu powtórzył największy z rywali – klub River Plate. Boca natomiast w Apertura był trzeci, a w Clausura dopiero siódmy.
W Copa Libertadores początek był fatalny – wyjazdowa porażka z boliwijskim klubem Club Blooming. Później jednak było znacznie lepiej i Boca zajął w grupie pierwsze miejsce, zdecydowanie dystansując pozostałych rywali – słynny CA Peñarol, feralny Blooming oraz CD Universidad Católica. W 1/8 finału przeciwnikiem był ekwadorski zespół CD El Nacional. Po bezbramkowym remisie na wyjeździe w meczu na La Bombonera padło aż 8 bramek – Boca Juniors wygrał 5:3 i awansował do ćwierćfinału, gdzie musiał zmierzyć się ze swym największym derbowym rywalem – wielkim River Plate. Akurat tak się złożyło, że oba mecze tych klubów w Pucharze Wyzwolicieli poprzedził mecz ligowy na La Bombonera, gdzie padł remis 1:1. Kilka dni później, już w Copa Libertadores, doszło do rewanżu na stadionie River Plate, który wygrali gospodarze 2:1. Tydzień później Boca Juniors niespodziewanie wysoko, bo aż 3:0, pokonał mistrzów Argentyny i awansował do półfinału.
W półfinale przeciwnikiem była rewelacja z Meksyku – klub Club América. Była to także okazja do rewanżu za porażkę w Copa Interamericana w 1978 roku. Wówczas była to sensacja, jednak czasy się zmieniły, a futbol meksykański w roku 2000, zarówno klubowy, jak i reprezentacyjny, miał już wyrobioną markę. Teraz porażka Boca Juniors z drużyną z Meksyku mogła być uważana jedynie za niespodziankę. Na La Bombonera drużyna z Argentyny wygrała zdecydowanie 4:1 i wydawało się, że może spokojnie jechać do Meksyku. Rewanż okazał się jednak bardzo trudny, a piłkarze klubu meksykańskiego bliscy byli odrobienia strat. Ostatecznie Boca przegrał 1:3 i awansował do finału.
W finale czekał nie lada przeciwnik – obrońca tytułu, brazylijski klub SE Palmeiras. Po remisie 2:2 w Buenos Aires faworytem był kierowany przez Scolariego Palmeiras. Jednak w São Paulo w ciągu 90 minut nie padła żadna bramka. Bramki na wyjeździe nie miały znaczenia, więc zgodnie z tradycją południowoamerykańskich pucharów nie grano dogrywki, lecz od razy przystąpiono do rzutów karnych. Napięcia w drużynie Palmeiras nie wytrzymali Faustino Asprilla i Roque Júnior, których jedenastki obronił świetnie spisujący się w bramce Oscar Córdoba. Boca Juniors wygrał karne 4:2 i po przerwie trwającej 22 lata zdobył Copa Libertadores. W tym decydującym meczu kierujący zespołem Carlos Bianchi wystawił następujący skład: Oscar Córdoba – Hugo Ibarra, Jorge Bermúdez (kapitan), Walter Samuel, Rodolfo Arruabarrena, Sebastián Battaglia, Cristian Traverso, José Basualdo, Juan Román Riquelme, Guillermo Barros Schelotto, Martín Palermo.
W Copa Mercosur 2000 Boca Juniors wygrał swą grupę bez porażki (wyprzedził kluby Club Nacional de Football, Club Olimpia oraz Corinthians Paulista) i awansował do ćwierćfinału, gdzie jednak wyeliminowany został przez Clube Atlético Mineiro.

#### Drugi Puchar Świata
W Tokio 28 listopada 2000 roku Boca Juniors zmierzył się o miano najlepszej drużyny świata z wielkim Realem. Mecz rozstrzygnął się w ciągu pierwszych kilkunastu minut, kiedy to na dwie bramki Martína Palermo Real odpowiedział golem Roberto Carlosa. Później żadna z drużyn nie pozwoliła sobie strzelić bramki i na koniec Boca Juniors drugi raz w swych dziejach mógł cieszyć się mianem najlepszego klubu na Ziemi. Sukces ten Boca Juniors osiągnął w składzie: Oscar Córdoba – Jorge Bermúdez, Cristian Traverso, Hugo Ibarra, Anibal Matellán, José Basualdo, Mauricio Serna, Juan Román Riquelme, Sebastian Battaglia (92 Nicolás Burdisso), Marcelo Delgado (87 Guillermo Barros Schelotto), Martín Palermo.
Udany rok zwieńczyło mistrzostwo Argentyny w turnieju Apertura sezonu 2000/01. W Clausura Boca był trzeci i będąc w najlepszej piątce tabeli sumarycznej sezonu klub zdobył prawo gry w Copa Libertadores w 2002 roku (w 2001 miał już zapewniony udział jako obrońca tytułu) oraz w Copa Mercosur w roku 2001.

#### Copa Libertadores 2001
W Copa Libertadores 2001 Boca trafił do ósmej grupy razem z chilijskim klubem CD Cobreloa, kolumbijskim Deportivo Cali i boliwijskim Oriente Petrolero. Po wygraniu 5 meczów z rzędu, mając już pewny awans, Boca Juniors przegrał w Cali swój ostatni grupowy mecz z miejscowym Deportivo aż 0:3. W 1/8 finału trzeba było pokonać następną kolumbijską przeszkodę – Atlético Junior. Na wyjeździe po zażartym boju Boca wygrał 3:2. Na La Bombonera Zambrano już w pierwszej minucie uzyskał prowadzenie dla Kolumbijczyków. Jednak kilka minut później wyrównał Schelotto. Ponieważ nie padła już w meczu żadna bramka, drużyna argentyńska awansowała do ćwierćfinału. Tutaj przyszło się zmierzyć z CR Vasco da Gama. Boca wygrał w Rio de Janeiro 1:0, a w rewanżu u siebie strzelił rywalom trzy bramki w pół godziny, po czym ograniczył się już tylko do kontrolowania gry.
W półfinale czekała kolejna przeszkoda z Brazylii – SE Palmeiras. Mecz w Buenos Aires nie był tak łatwy jak poprzednio z Vasco da Gama. Palmeiras dwukrotnie obejmował prowadzenie i dwukrtonie je tracił, toteż mecz ostatecznie zakończył się remisem 2:2. W tej sytuacji do São Paulo Boca nie jechał w roli faworyta. Mecz zaczął się dla drużyny z Argentyny rewelacyjnie – po bramkach Gaitana i Riquelme Boca Juniors już po kilkunastu minutach gry prowadził 2:0. Jednak jeszcze przed przerwą Fabio Júnior zdobył kontaktowego gola. Samobójczy gol Bermúdeza w drugiej połowie sprawił, że konieczne były rzuty karne. Tutaj więcej szczęścia sprzyjało gościom, którzy wygrali 3:2 i drugi raz z rzędu awansowali do finału, do którego dotarła także wielka rewelacja turnieju, pogromca Rosario Central i wielkiego River Plate (który w Meksyku przegrał aż 0:3) – meksykański klub Cruz Azul.
Na Estadio Azteca w obecności 115 tys. widzów Boca Juniors po bramce Delgado wygrał 1:0 i był już pewny ostatecznego sukcesu. Na La Bombonera doszło jednak do sensacji, gdyż meksykańska drużyna po zdobyciu tuż przed przerwą prowadzenia (bramka Palencii), nie dała sobie strzelić bramki i doprowadziła do rzutów karnych. W tej dramatycznej rozgrywce zdecydowanie większą odporność psychiczną wykazali piłkarze Boca, którzy z 4 prób wykorzystali 3 (nie strzelił jedynie Bermúdez), podczas gdy zawodnicy Cruz Azul zdobyli tylko jedną bramkę. Drużyna Carlosa Bianchiego, która drugi raz z rzędu zdobyła Puchar Wyzwolicieli, wystąpiła w następującym składzie: Oscar Córdoba – Hugo Ibarra, Jorge Bermúdez, Anibal Matellán, Clemente Rodriguez, Mauricio Serna, Javier Villareal (46 Christian Giménez), Cristián Traverso, Juan Román Riquelme, Walter Gaitán, Marcelo Delgado.

#### Słabszy okres
Copa Mercosur 2001 dla najlepszej drużyny świata okazał się niewypałem – Boca Juniors zajął ostatnie miejsce w grupie (wyprzedziły go Cerro Porteño, CD Universidad Católica i CR Vasco da Gama) i odpadł z turnieju. Była to ostatnia edycja tego pucharu, który wraz z Copa Merconorte zastąpiony miał być w następnym sezonie przez Copa Sudamericana.
W walce o Puchar Świata Boca Juniors zmierzył się 27 listopada 2001 roku w Tokio z Bayernem Monachium. Oba kluby znakomicie zagrały w defensywie, toteż po 90 minutach był bezbramkowy remis. W 19 minucie dogrywki zwycięską dla Bayernu bramkę zdobył Samuel Kuffour. Nie udało się więc drużynie argentyńskiej zdobyć Pucharu Świata dwa razy z rzędu.
Sezon ligowy 2001/02 przyniósł klubowi trzecie miejsce zarówno w turnieju Apertura, jak i w turnieju Clausura. W tabeli sumarycznej sezonu Boca także był trzeci i jako klub z pierwszej piątki uzyskał prawo gry w Pucharze Wyzwolicieli w 2003 roku oraz w pierwszej edycji Copa Sudamericana w 2002 roku.
W Copa Libertadores 2002 przyszło zmierzyć się z urugwajskim Montevideo Wanderers, chilijskim Santiago Wanderers oraz ekwadorskim Emelec Guayaquil. Boca Juniors zajął pierwsze miejsce w grupie, a punkty stracił jedynie z Santiago Wanderers, któremu nie zdołał nawet strzelić bramki (0:0 na La Bombonera i porażka 0:1 w Valparaiso). W 1/8 finału Boca trafił na kolejny zespół z Ekwadoru – CD El Nacional. Po bezbramkowym meczu na wyjeździe zwycięstwo 2:0 u siebie dało pewny awans do ćwierćfinału. Teraz trzeba było stawić czoła drużynie z Paragwaju – słynnej Olimpii z Asunción. Zażarty bój na La Bombonera zakończył się remisem 1:1 (przy czym obie bramki zdobyli gospodarze). W Paragwaju Néstor Isasi w 67 minucie odebrał drużynie Boca Juniors szansę na trzeci z kolei sukces. Tak samo jak w Copa Libertadores 1979 po dwóch zwycięstwach z rzędu Boca Juniors pokonany został przez Olimpię, która i tym razem okazała się ostatecznym zwycięzcą turnieju.
We wrześniu 2002 roku Boca Juniors zadebiutował w Copa Sudamericana 2002 i wyeliminowany został już przez pierwszego rywala – klub Gimnasia y Esgrima (po porażce 1:3 w La Placie był bezbramkowy remis w Salta). W rozgrywkach ligowych sezonu 2002/03 Boca Juniors zdobył tytuł wicemistrza Argentyny w turnieju Apertura. Suces ten powtórzył w turnieju Clausura – był to więc pierwszy w dziejach klubu sezon, w którym Boca dwukrotnie został wicemistrzem kraju. Dało to drugie miejsce w tabeli sumarycznej i w konsekwencji prawo gry w Copa Libertadores w 2004 roku oraz w Copa Sudamericana w 2003 roku.

#### Copa Libertadores 2003
Copa Libertadores 2003 Boca Juniors rozpoczął 20 lutego na La Bombonera od zwycięstwa 2:0 nad kolumbijskim klubem Independiente Medellín. Kolejne dwa zwycięstwa (wyjazdowe 2:1 z chilijskim CSD Colo-Colo i także 2:1, ale u siebie, z ekwadorską Barceloną) dały drużynie argentyńskiej dużą przewagę, co zaowocowało mniejszą koncentracją w kolejnych spotkaniach, w których Boca nie wygrał już żadnego meczu. Nie przeszkodziło to jednak w zajęciu drugiego miejsca w grupie i awansie do 1/8 finału.
Na drodze do ćwierćfinału stanął zwycięzca Copa dos Campeões, klub Paysandu SC Belém. W Buenos Aires doszło do wielkiej niespodzianki, gdyż goście z Brazylii dzięki bramce Iarleya (który jeszcze w tym samym roku został piłkarzem Boca) wygrali z wielkimi faworytami 1:0. W Belém drużyna argentyńska udowodniła jednak swą wartość i po znakomitym występie pokonała gospodarzy 4:2. W walce o półfinał Boca Juniors dwukrotnie pokonał chilijski klub CD Cobreloa – w obu przypadkach wynik brzmiał 2:1. W półfinale przeciwnikiem był kolumbijski klub America Cali. Na La Bombonera po bramkach Schiaviego i Téveza Boca wygrał 2:0 i przed rewanżem w Cali był zdecydowanym faworytem. Jednak nikt nie spodziewał się tak efektownego i wysokiego zwycięstwa – Boca Juniors po dwóch bramkach Téveza, bramce Schiaviego i Delgado wygrał aż 4:0.
W finale Boca Juniors zmierzył się ze słynnym Santosem FC. Na La Bombonera 25 czerwca Marcelo Delgado w każdej połowie zdobył po jednej bramce i gospodarze wygrali pewnie 2:0, potwierdzając w pełni znakomitą dyspozycję, jaką zademonstrowali 6 dni wcześniej w Cali. Rewanż odbył się w São Paulo na Estádio do Morumbi. Już w 21 minucie prowadzenie dla Boca uzyskał Carlos Tévez. W 70 minucie wyrównał Alex i Santosowi zostało jeszcze 20 minut na zdobycie dwóch bramek i wyrównanie bilansu. Ze względu jednak na znakomitą formę drużyny argentyńskiej nie wydawało się to realne. Gdy w 84 minucie Marcelo Delgado zdobył drugą bramkę dla Boca, pojedynek był już praktycznie rozstrzygnięty. By rozwiać wszelkie wątpliwości, w doliczonym czasie Rolando Schiavi zdobył z karnego trzecią bramkę.
W ostatnim meczu Pucharu Wyzwolicieli Carlos Bianchi wystawił następujących piłkarzy: Roberto Abbondanzieri – Hugo Ibarra, Rolando Schiavi, Nicolás Burdisso, Clemente Rodríguez, Sebastián Battaglia, Raúl Cascini, Javier Villarreal (88 Pablo Jerez), Diego Cagna (87 Miguel Caneo), Carlos Tevez, Marcelo Delgado (90 Franco Cángele).

#### Trzeci Puchar Świata
Copa Sudamericana 2003 zaczął się dla Boca Juniors od wyeliminowania CA Colón (po wyjazdowym remisie 1:1 zwycięstwo u siebie 2:1). Jednak tradycyjnie, tak jak w Copa Mercosur, tak i w zastępującym go Copa Sudamericana Boca Juniors nie dotarł wyżej niż do ćwierćfinału. Tym razem przeszkodą nie do przejścia okazał się kolumbijski klub Atlético Nacional. Najpierw 22 października doszło do niespodziewanej porażki 0:1 w Buenos Aires. Dwa tygodnie później w Medellin Boca objął prowadzenie, jednak potem na boisku liczyła się tylko drużyna gospodarzy, aplikując przybyszom z Buenos Aires aż 4 bramki.
By kolejny raz zdobyć Puchar Interkontynentalny Boca Juniors musiał pokonać słynny mediolański AC Milan. Pamiętając niedawną klęskę w Medellin niewielu wierzyło, że Boca zdoła po raz trzeci w swej historii zostać najlepszym klubem świata. Na stadionie w Jokohamie 14 grudnia po bramce Tomassona w 23 minucie pierwsi objęli prowadzenie przybysze z Europy. Jednak 6 minut później wyrównał Donnet i tak już pozostało do końca meczu. Dogrywka niczego nie zmieniła i rosyjski sędzia Iwanow zarządził rzuty karne. Na ośmiu strzelców aż czterech nie trafiło do bramki – trzech z Milanu (Pirlo, Seedorf i Costacurta) oraz jeden piłkarz z Boca Juniors – Battaglia. Drużyna z Ameryki Południowej wygrała rzuty karne 3:1 (jedynego karnego dla Milanu zdobył Rui Costa, a trzy bramki dla drużyny z Buenos Aires zdobyli: Schiavi, Donnet i Cascini). Klub, który nieco ponad miesiąc wcześniej został zmasakrowany przez Atlético Nacional, zdołał jednak wywalczyć miano najlepszego klubu na świecie, i to w walce z niezwykle renomowanym rywalem. Prowadzona przez Carlosa Bianchiego drużyna dokonała tego w następującym składzie: Roberto Abbondanzieri – Rolando Schiavi, Luis Amaranto Perea, Nicolás Burdisso, Clemente Rodríguez, Diego Cagna, Raúl Cascini, Matias Donnet, Sebastián Battaglia, Guillermo Barros Schelotto (72 Carlos Tevez), Iarley.
Nadzwyczaj udany rok zwieńczyło mistrzostwo Argentyny w turnieju Apertura w sezonie 2003/04. W turnieju Clausura Boca dał się wyprzedzić jedynie przez River Plate i zdobył kolejny w swej historii tytuł wicemistrza kraju. Pierwsze miejsce w tabeli sumarycznej dało klubowi prawo gry w Copa Libertadores 2005 i Copa Sudamericana 2004.

#### Sensacja w Copa Libertadores 2004
Turniej Copa Libertadores 2004 obrońcy tytułu rozpoczęli od wyjazdowej porażki 1:3 z boliwijskim klubem Club Bolívar. Zwycięstwo 2:0 na La Bombonera z CSD Colo-Colo, a także wyjazdowe zwycięstwo 1:0 oraz 3:0 u siebie z kolumbijską drużyną Deportivo Cali zniwelowały skutki premierowej porażki. Kolejna wyjazdowa przegrana 0:1 z CSD Colo-Colo nie mogła już odebrać drużynie Boca Juniors awansu. Ostatni mecz w grupie to zwycięstwo 3:0 z Bolívarem, a więc udany rewanż za porażkę w La Paz. Dało to drużynie argentyńskiej pierwsze miejsce w grupie.
W 1/8 finału przeciwnikiem okazał się być peruwiański klub Club Sporting Cristal. W pierwszym meczu w Limie (4 maja) dzięki bramce Schelotto zdobytej w ostatniej minucie meczu Boca wygrał 3:2. W rewanżu (12 maja) na La Bombonera po bramkach Villarreala i Teveza gospodarze prowadzili 2:0. Drużyna peruwiańska zdołała odpowiedzieć tylko jednym golem i Boca Juniors znalazł się w ćwierćfinale. Przeciwnikiem teraz był klub São Caetano – mniej znany na arenie międzynarodowej, ale jako klub brazylijski, tradycyjnie powinien być trudną przeszkodą. Po wyjazdowym remisie 0:0, zarówno kibice, jak i piłkarze Boca Juniors przekonani byli o awansie do półfinału. Jednak rewanż okazał się zaskakująco dramatyczyny. W pierwszej połowie gospodarze nie zdołali ani razu trafić do bramki przecwnika. W drugiej połowie niespodziewanie bramkę dla gości zdobył Gilberto. Kilka minut później wyrównał Barhijo i była to ostatnia bramka meczu. Zgodnie z tradycją nie było dogrywki i od razu przystąpiono do rzutów karnych. W tej dziedzinie lepsi okazali się piłkarze Boca Juniors i wygrali karne 4:3.
Do półfinału dotarł jeszcze jeden klub argentyński – River Plate. Zgodnie z ideą organizatorów pucharu w finale nie mogły spotkać się kluby z tego samego kraju i by uniknąć takiej ewentualności oba kluby argentyńskie musiały stoczyć bój w półfinale. Na La Bombonera po bramce Schiaviego Boca wygrał 1:0. W rewanżu po bramce Luisa Gonzáleza River Plate wyrównał stawkę dwumeczu. Jednak na 6 minut przed końcem bramkę dla Boca zdobył Tevez. Gdy wydawało się, że sprawa awansu do finału jest już rozstrzygnięta, bramkę dla River Plate zdobył Cristián Nasuti, doprowadzając do rzutów karnych. W tej rozgrywce drugi raz już w tym turnieju piłkarze Boca Juniors wykazali swą wyższość nad rywalem.
W finale przeciwnikiem była superrewelacja Pucharu Wyzwolicieli – nikomu nieznany kolumbijski klub Once Caldas z miasta Manizales. Choć kolumbijska drużyna w drodze do finału wyeliminowała dwie potęgi brazylijskie, Santos FC i São Paulo FC, zdecydowanym faworytem był Boca Juniors. Jednak na La Bombonera faworyci nie zdołali strzelić żadnej bramki i ku zaskoczeniu wszystkich mecz zakończył się bezbramkowym remisem. W Manizales już w 8 minucie bramkę dla gospodarzy zdobył John Viafara i zapachniało sensacją. Gdy w drugiej połowie wyrównał Nicolas Burdisso, wydawało się, że Boca zdoła przechylić szalę na swoją korzyść. Jednak do końca meczu nie padła już żadna bramka i trzeba było przeprowadzić losowanie za pomocą rzutów karnych. Ku powszechnemu zaskoczeniu sparaliżowani odpowiedzialnością piłkarze Boca Juniors nie zdobyli z karnego ani jednej bramki, dzięki czemu piłkarzom Once Caldas wystarczyły dwie bramki do wygrania rzutów karnych i zdobycia Copa Libertadores. Rozstrzygnięcie to uważane jest powszechnie za największą sensację w dziejach tego turnieju.
Na początku września w Fort Lauderdale na Florydzie Boca Juniors, jako zwycięzca Copa Libertadores 2003 stoczył pojedynek o Recopa Sudamericana za 2003 rok z sensacyjnym zwycięzcą Copa Sudamericana 2003, peruwiańskim klubem Cienciano Cuzco. Mecz zakończył się remisem 1:1 i doszło do karnych, które lepiej wykonywali piłkarze Cienciano. Piłkarze tego klubu okazali się pogromcami największych klubowych potęg Argentyny, gdyż najpierw w finale Copa Sudamericana pokonali River Plate, a teraz nie dał im rady Boca Juniors.

#### Copa Sudamericana 2004

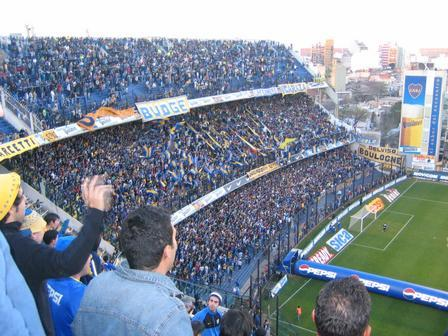
Mecz z udziałem klubu Boca Juniors w 2004 roku

Po niespodziewanie przegranym finale w Pucharze Wyzwolicieli Boca Juniors miał w tym roku jeszcze okazję do rehabilitacji w Copa Sudamericana 2004. Turniej ten, tak jak i poprzedzający go Copa Mercosur, zawsze był dla klubu „pechowy”, gdyż Boca nigdy w nim nie zaszedł dalej, niż do ćwierćfinału. W pierwszym etapie, w którym grały ze sobą kluby z jednego kraju, Boca Juniors uporać się musiał z San Lorenzo. Debiut w pucharze 16 września nie wypadł pomyślnie – na boisku rywala Boca przegrał 0:1. Pod koniec miesiąca w Salta Boca Juniors z trudem zwyciężył 2:1 i doprowadził do karnych, które wygrał 4:1. W ćwierćfinale czekał zawsze trudny rywal – paragwajski klub Cerro Porteño. I tym razem, by awansować do półfinału, trzeba było rozegrać rzuty karne. Oba zespoły pokazały w tej dziedzinie duże umiejętności, ale Boca okazał się nieco lepszy i wygrał 8:7. Drużyna Boca Juniors pierwszy raz w Copa Sudamericana dotarł aż do półfinału. Walka o finał okazała się najłatwiejsza, choć przeciwnik był bardzo renomowany – brazylijski klub Internacional Porto Alegre. W meczu na La Bombonera (24 listopada) na początku drugiej połowy Rafael Sobis zdobył prowadzenie dla gości. Bramka ta obudziła usztywnionych dotąd piłkarzy Boca Juniors, którzy rzucili się do szturmu i po dwudziestu kilku minutach koncertowej gry zaaplikowali rywalom 4 bramki. Na 7 minut przed końcem Diego zmniejszył rozmiary porażki i Boca wygrał pierwszy mecz 4:2. W rewanżu (1 grudnia) w Porto Alegre piłkarze klubu argentyńskiego znakomicie zagrali w obronie i nie dali strzelić sobie żadnej bramki.
Podobnie jak w finale Copa Libertadores, także w finale Copa Sudamericana Boca Juniors musiał zmierzyć się z wielką rewelacją turnieju – boliwijskim klubem Club Bolívar. W pierwszym meczu (8 grudnia) w La Paz długo utrzymywał się wynik bezbramkowy, aż na kwadrans przed końcem meczu Horacio Chiorazzo zdobył zwycięską bramkę dla drużyny gospodarzy. Na La Bombonera (17 grudnia) faworyci nie pozwolili na powtórkę horroru finałowych rzutów karnych. W ciągu pół godziny Martín Palermo i Carlos Tevez doprowadzili do stanu 2:0, który drużyna z Argentyny bez trudu utrzymała do końca spotkania, dzięki czemu Boca Juniors drugi raz w swej historii zdobył drugi pod względem rangi południowoamerykański puchar (za pierwszym razem w 1989 roku zdobyty został Supercopa Sudamericana – tym razem był to Copa Sudamericana). Kierowany przez Jorge Beníteza zespół wystąpił w następującym składzie: Roberto Abbondanzieri – José María Calvo, Rolando Schiavi, Cristian Traverso, Anibal Matellán, Diego Cagna, Raúl Cascini, Fabián Vargas (66 Neri Cardozo), Andrés Guglielminpietro (82 Matías Donnet), Guillermo Barros Schelotto (88 Ariel Carreño), Carlos Tevez.

#### Copa Libertadores 2005
W lidze klub od dawna nie grał tak słabo, toteż w turnieju Apertura w sezonie 2004/05 było zaledwie 8. miejsce. W turnieju Clausura (po odejściu Carlosa Teveza do Corinthians Paulista) było jeszcze gorzej – 15. miejsce. Klub nie zakwalifikował się więc do Copa Libertadores w 2006 roku, a w Copa Sudamericana w roku 2005 Boca Juniors mógł zagrać tylko jako obrońca tytułu. W tej sytuacji turniej Copa Libertadores 2005 nabrał szczególnego znaczenia, gdyż tylko zwycięstwo dawało drużynie z La Boca prawo gry Pucharze Wyzwolicieli w następnym roku.
Boca Juniors rozpoczął 17 lutego od bezbramkowego remisu na wyjeździe z ekwadorską drużyną Deportivo Cuenca. Następnie 2 marca na La Bombonera było efektowne zwycięstwo 3:0 nad peruwiańskim klubem Club Sporting Cristal. Wyjazdowa porażka 1:3 z meksykańskim klubem Pachuca to były ostatnie stracone punkty klubu w fazie grupowej. Następne trzy mecze to wysokie zwycięstwa (3:0 z Deportivo Cuenca i 4:0 z Pachucą u siebie oraz 3:0 ze Sportingiem Cristal na wyjeździe) które zapewniły pierwsze miejsce w grupie i awans do 1/8 finału.
Walkę o ćwierćfinał Boca Juniors rozpoczął od wyjazdowego meczu z kolumbijskim klubem Atlético Junior. Na stadionie w Barranquilla gospodarze prowadzili już 3:1, jednak bramki Rodrigo Palacio oraz Marcelo Delgado sprawiły, że drużyna argentyńska wywiozła remis. W rewanżu na stadionie La Bombonera Andrés Guglielminpietro i Martín Palermo zdobyli po dwie bramki, dzięki czemu Boca Juniors odniósł efektowne zwycięstwo 4:0. W ćwierćfinale rywal nie wydawał się trudny – był to Chivas Guadalajara, klub z Meksyku. Jednak w meczu wyjazdowym 2 czerwca Boca Juniors doznał szokującej porażki 0:4. W rewanżu kibice domagali się od swych piłkarzy srogiego odwetu. Gdy jednak na La Bombonera minęło 2/3 czasu przeznaczonego na grę i nie padła żadna bramka, zniecierpliwieni kibice zaczęli się burzyć. Doszło w końcu do tak poważnych tumultów, że sędzia zmuszony został zakończyć mecz w 79 minucie. Wydawało się wówczas, że dla klubu skończyła się w tych przykrych okolicznościach pewna doniosła epoka, gdyż następny występ Boca Juniors w Pucharze Wyzwolicieli mógł mieć miejsce najwcześniej w 2007 roku.

#### Recopa Sudamericana 2004
W ostatniej dekadzie sierpnia 2005 roku Boca Juniors, jako zwycięzca turnieju Copa Sudamericana 2004, otrzymał możliwość walki o Recopa Sudamericana, dzięki czemu mógł zrewanżować się sensacyjnemu zdobywcy Copa Libertadores 2004, kolumbijskiemu klubowi Once Caldas. Na La Bombonera piłkarze Boca w ciągu pierwszych 20 minut zdobyli prowdzenie 3:0 i zadowoleni ograniczyli się jedynie do kontrolowania meczu, by oszczędzić siły na mecze ligowe. Kosztowało to utratę jednej bramki, ale i tak uważano, że zwycięstwo 3:1 w zupełności wystarczy. Na Estadio Palogrande w Manizales gospodarze w 8 minucie objęli prowadzenie, jednak tuż przed przerwą urugwajski sędzia Jorge Larrionda wyrzucił z boiska zdobywcę jedynej dotąd bramki Edisona Chará. To zdecydowanie poprawiło sytuację gości, którzy po wyrównującej bramce Schiaviego w 60 minucie ograniczyli się do obrony korzystnego wyniku. Gdy sędzia wyrzucił z boiska jeszcze jednego piłkarza Once Caldas (Casañasa) pojedynek wydawał się już rozstrzygnięty. Jednak kilka minut później ku ogólnemu zaskoczeniu grający w dziewiątkę piłkarze Once Caldas zdobyli prowadzenie (Arnulfo Valentierra). Sprawiło to, że drużyna Boca Juniors do końca nie mogła czuć się pewnie. Ostatecznie drużyna kolumbijska nie zdołała odrobić strat z pierwszego spotkania i Boca Juniors drugi raz w swych dziejach zdobył Recopa Sudamericana.

#### Copa Sudamericana 2005
Turniej Copa Sudamericana 2005 był dla klubu okazją do rehabilitacji po fatalnym ćwierćfinale Copa Libertadores. Boca Juniors jako obrońca tytułu nie musiał brać udziału w „narodowej” fazie turnieju i od razu awansował do 1/8 finału. W walce o ćwierćfinał drużyna z La Boca musiała pokonać paragwajski klub Cerro Porteño. Rok temu oba zespoły grały ze sobą i konieczne były rzuty karne. Teraz 21 września w Asunción Boca już po kwadransie gry prowadził 2:0, jednak gospodarze zdołali wyrównać jeszcze przed przerwą. W drugiej połowie nie padła żadna bramka. Na La Bombonera piłkarze Boca Juniors zaprezentowali się znakomicie i rozgromili silną ekipę paragwajską aż 5:1.
Walka o półfinał to był dwumecz z jednym z brazylijskich gigantów – klubem Internacional Porto Alegre. W Porto Alegre (19 października) Boca Juniors bliski był wywiezienia bezbramkowego remisu, jednak w doliczonym czasie Fernandão zdobył dla gospodarzy zwycięskiego gola. W rewanżu rozegranym blisko miesiąc później (10 listopada) Boca Juniors już w 6 minucie meczu po bramce Rodrigo Palacio odrobił straty. Jednak w drugiej połowie bramkę dla Internacional zdobył Rafael Sobis i teraz, by awansować do półfinału, gospodarze musieli zdobyć dwie bramki. W tej edycji pucharu Copa Sudamericana wprowadzono znaną z Europy zasadę, że w przypadku równego bilansu dwumeczu liczy się liczba goli zdobytych na wyjeździe. Gdy bramki dla Boca Juniors zdobyli Martín Palermo w 74 minucie i zaraz po nim Rodrigo Palacio w 76 minucie, Internacional nie miał wyjścia i rzucił się do ataku. Obrona gospodarzy była jednak tego dnia świetnie dysponowana, a gdy w 90 minucie czwartą bramkę dla Boca Juniors zdobył Rodrigo Palacio, sprawa awansu była rozstrzygnięta.
W półfinale przeciwnikiem był chilijski klub CD Universidad Católica, który wsławił się w ćwierćfinale wyeliminowaniem słynnego brazylijskiego klubu CR Flamengo. Na La Bombonera 24 listopada długo utrzymywał się wynik bezbramkowy. W końcu w 71 minucie od dawna oczekiwane prowadzenie dla gospodarzy zdobył w 71 minucie Federico Insúa. Bramka ta uspokoiła gospodarzy, a piłkarze chilijskiego klubu zdawali się tylko na to czekać, gdyż ku zaskoczeniu całej widowni w ciągu 7 minut po bramkach Facundo Imbodena i Jorge Quinterosa goście objęli sensacyjne prowadzenie. Przerażeni piłkarze Boca Juniors rzucili się do odrabiania strat, lecz przed końcowym gwizdkiem udało im się tylko zdobyć jedną bramkę i wyrównać stan meczu. Rewanż w Santiago zapowiadał się na bardzo trudny, gdyż gospodarzom wystarczał do awansu bezbramkowy remis. Spotkanie było rzeczywiście niezwykle ciężkie, jednak piłkarzom Boca Juniors udało się zdobyć zwycięską bramkę (Rolando Schiavi w 59 minucie) i awansować do finału.
W finale przeciwnikiem był klub meksykański UNAM Meksyk (w półfinale rozgromił u siebie 4:0 Vélez Sarsfield, a w ćwierćfinale 3:0 Corinthians Paulista). Kluby meksykańskie, od niedawna występujące w rozgrywkach południowoamerykańskich, okazały się poważnym zagrożeniem dla argentyńsko-brazylijskiej dominacji i w stosunkowo krótkim czasie zaczęły siać spustoszenie wśród najbardziej uznanych potęg południowoamerykańskiej piłki nożnej. Awans klubu UNAM do finału, i to po wysokich zwycięstwach nad bardzo silnymi rywalami, nie pozwalał na lekceważenie rywala. Tym bardziej, że Boca Juniors miał już bardzo przykre tegoroczne doświadczenia z klubem z Meksyku w Copa Libertadores. Tak więc wyjazd do Meksyku połączony był z licznymi obawami.
Na Estadio Olímpico Universitario (6 grudnia) wobec 65 tys. widzów wynik bezbramkowy utrzymywał się do 30 minuty, kiedy to Rodrigo Palacio uzyskał prowadzenie dla drużyny gości. W drugiej połowie wyrównał stan meczu Joaquín Botero. Więcej już bramek nie padło i mający świeżo w pamięci klęskę w Guadalajarze kibice Boca Juniors odetchnęli. W dużej mierze stało się tak dzięki ściśle wykonywanym zaleceniom trenera Alfio Basile, który nakazał, by żadne z podań nie dotarło do najgroźniejszego strzelca klubu UNAM, argentyńskiego gracza tego klubu Bruno Marioniego. Rewanż (18 grudnia) na La Bombonera również okazał się wyrównaną bitwą dwóch znakomitych zespołów. Podobnie jak w Meksyku po pół godzinie gry prowadzenie uzyskała drużyna Boca Juniors (tym razem gola zdobył Martín Palermo). W drugiej połowie goście wyrównali z rzutu karnego (egzeuktorem był Bruno Marioni). Ponieważ żadna bramka już nie padła, a dogrywki zgodnie z tradycją nie było – paragwajski sędzia Carlos Amarilla zarządził rzuty karne. Rozgrywkę rozpoczął Leandro z UNAM, jednak zarówno on, jak i strzelający po nim Schelotto nie zdobyli bramki. W następnej serii Gonzalo Pineda z UNAM, jak i Federico Insúa wykorzystali swoje szanse i było 1:1. Następnie znów – ani Joaquín Beltrán z UNAM, ani często pudłujący z karnych Martín Palermo nie zdobyli bramki. Kolejne dwie pary nie zawiodły, doprowadzając do stanu 3:3. W ostatniej kolejce karnego nie wykorzystał Gerardo Galindo, a w odpowiedzi strzelał bramkarz Boca Juniors – Roberto Abbondanzieri. Nie dał on szans swemu „koledze po fachu” Sergio Bernalowi i Boca Juniors drugi raz z rzędu mógł cieszyć się zdobyciem Copa Sudamericana. Wyczynu tego dokonał zespół w następującym składzie: Roberto Abbondanzieri – Hugo Ibarra, Rolando Schiavi, Daniel Díaz, Juan Krupoviesa, Sebastián Battaglia, Fernando Gago (71 Pablo Ledesma), Daniel Bilos (85 Guillermo Barros Schelotto), Federico Insúa, Martín Palermo, Rodrigo Palacio (87 Marcelo Delgado).

#### Porażka podwójnego mistrza Argentyny

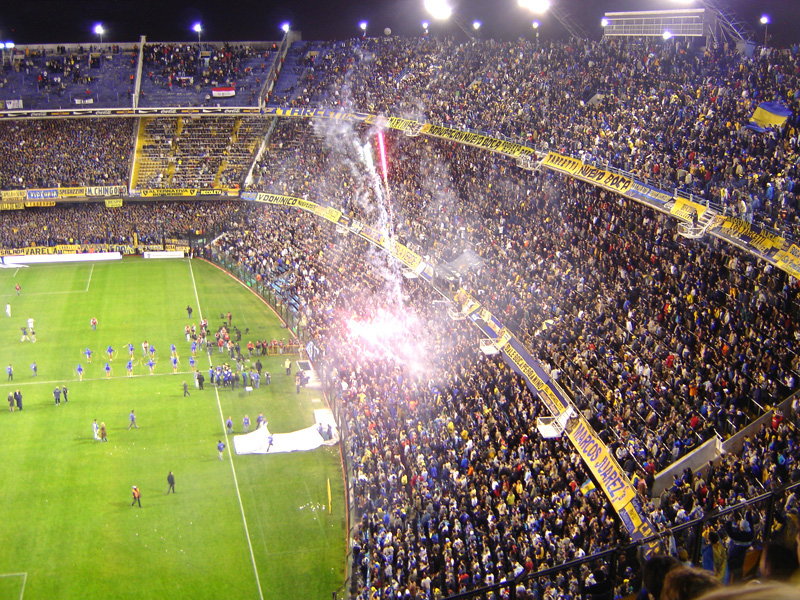
Recopa Sudamericana 7 września 2006 Boca Juniors – São Paulo 2:1

W sezonie 2005/06 klub całkowicie zatarł fatalną grę w lidze z lat 2004–2005 – Boca Juniors kolejny raz w swej historii został mistrzem Argentyny dwa razy w jednym sezonie. Najpierw wygrał turniej Apertura wyprzedzając o 3 punkty drugi w tabeli Gimnasia y Esgrima, następnie zwyciężył w turnieju Clausura dystansując drugi w tabeli Lanús aż o 8 punktów. Zdecydowane pierwsze miejsce w tabeli sumarycznej sezonu zapewniło klubowi start w Copa Libertadores 2007 (w Copa Sudamericana 2006 Boca Juniors i tak miał już zapewniony udział jako obrońca tytułu). W pierwszej połowie września 2006 roku Boca Juniors (jako zdobywca Copa Sudamericana 2005) kolejny raz stoczył walkę o Recopa Sudamericana. Przeciwnikiem był zdobywca Copa Libertadores 2005, brazylijski klub São Paulo FC. Na La Bombonera goście po bramce Thiago prowadzili do przerwy 1:0. W drugiej połowie zmasowany atak gospodarzy przyniósł dwie bramki zdobyte przez Rodrigo Palacio i nikłe zwycięstwo 2:1. W São Paulo na Estádio do Morumbi na bramkę Juniora odpowiedział Rodrigo Palacio i do przerwy było 1:1. Gdy na kwadrans przed zakończeniem meczu prowadzenie dla gości zdobył Martín Palermo, pojedynek był już rozstrzygnięty i niczego już nie zmieniła wyrównująca bramka samobójcza Claudio Morela. Boca Juniors jako drugi w historii klub wygrał Recopa Sudamericana drugi raz z rzędu (w latach 90. jako pierwszy dokonał tej sztuki pokonany teraz klub São Paulo), ale stał się też jedynym klubem, które zdobywał to trofeum trzykrotnie.
Ponieważ Boca Juniors nie zakwalifikował się do Copa Libertadores 2006, skoncentrowano się na udziale w turnieju Copa Sudamericana 2006. Znakomita forma, jaką drużyna zaprezentowała w lidze, kazała żywić nadzieję na trzecie z kolei zwycięstwo. Jako obrońca tytułu klub pominął pierwszy etap tych rozgrywek i bez gry awansował do 1/8 finału. Pierwszą przeszkodą był niezwykle utytułowany klub urugwajski Club Nacional de Football. W Montevideo (28 września) Nacional już po dwudziestu kilku minutach prowadził 2:0. Tuż przed przerwą kontaktowego gola uzyskał Rodrigo Palacio. W drugiej połowie nie padła żadna bramka i drużyna Boca Juniors wracała do domu z przekonaniem, że tak nikłą stratę z łatwością zdoła odrobić. Na La Bombonera w 15 minucie ku ogólnemu zaskoczeniu Diego Perrone zdobył prowadzenie dla Nacionalu. Szaleńcze ataki gospodarzy po 40 minutach doprowadziły do wyrównania (bramkę zdobył Rodrigo Palacio). Drugą bramkę dla Boca na 7 minut przed końcem zdobył Nicolás Bertolo. Ponieważ dalszych bramek Nacional już nie pozwolił sobie strzelić, doszło do rzutów karnych, w których zdenerwowani gospodarze całkowicie zawiedli, przegrywając 1:3 i odpadając z turnieju.

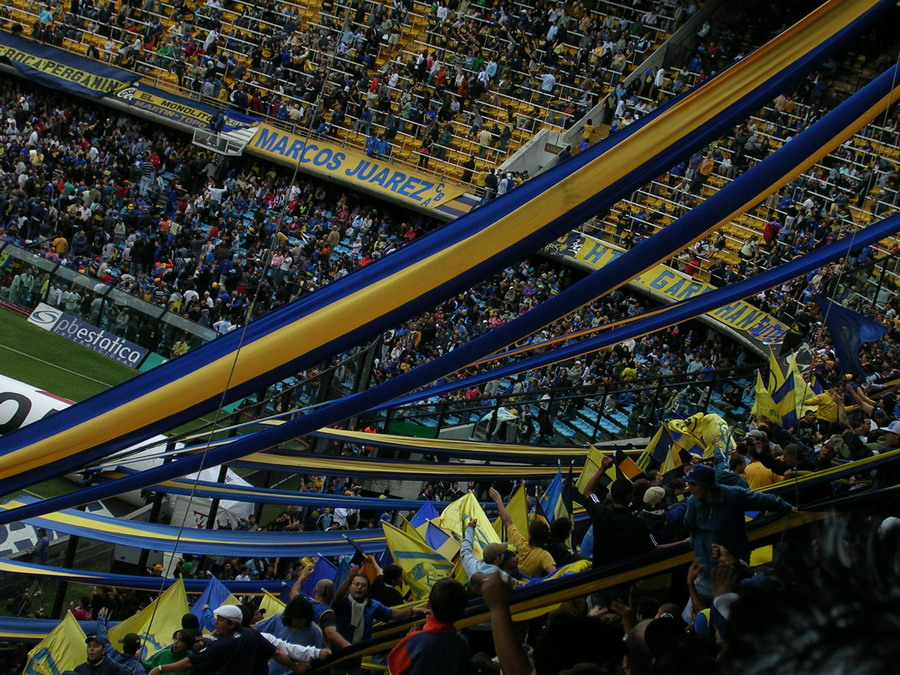
Barra Brava de La 12 na stadionie La Bombonera. Listopad 2006

W turnieju Apertura sezonu 2006/07 dwa najlepsze kluby Boca Juniors i Estudiantes La Plata uzyskały jednakową liczbę punktów. By wyłonić mistrza Argentyny konieczne okazało się rozegranie meczu barażowego, do którego doszło 13 grudnia 2006 roku. Już w 4 minucie Martín Palermo zdobył prowadzenie dla Boca Juniors, jednak rywale znakomicie zagrali w drugiej połowie i wygrali mecz 2:1. Boca Juniors musiał zadowolić się tytułem wicemistrza Argentyny. W turnieju Clausura Boca Juniors także został wicemistrzem, tracąc 6 punktów do pierwszego w tabeli San Lorenzo de Almagro. Z zakończonego sezonu najbardziej zadwoleni mogli być napastnicy klubu – najpierw w turnieju Apertura królem strzelców został Rodrigo Palacio (12 bramek), a następnie w turnieju Clausura najlepszym strzelcem ligi okazał się Martín Palermo (11 bramek). W sumarycznej tabeli sezonu Boca Juniors uplasował się na pierwszym miejscu, co zapewniło klubowi udział w Copa Sudamericana 2007 oraz Copa Libertadores 2008.

#### Copa Libertadores 2007
W Copa Libertadores 2007 Boca Juniors trafił do grupy siódmej wraz z boliwijskim klubem Club Bolívar, peruwiańskim zespołem Cienciano Cuzco oraz meksykańskim klubem Deportivo Toluca. Pierwszy mecz klubu w tej edycji pucharu odbył się 14 lutego w La Paz. Po nijakim spotkaniu drużyna argentyńska zremisowała bezbramkowo z miejscowym Bolívarem. Dalszy przebieg rozgrywek też nie był dla klubu najlepszy (obok zwycięstwa 3:0 z Toluca było 0:3 z Cienciano). Dopiero ostatni występ w grupie na Estadio José Amalfitani, gdzie Boca Juniors w porywającym stylu rozgromił Bolívar 7:0, przekonał obserwatorów, że klub ten jest w stanie dotrzeć nawet do najlepszej czwórki turnieju. W 1/8 finału Boca Juniors musiał stoczyć „bratobójczą” walkę z Vélez Sarsfield. Na La Bombonera po bramkach Riquelme, Palermo i Rodrígueza Boca Juniors wygrał 3:0 i pewny był już awansu do ćwierćfinału. W rewanżu przed przerwą Zárate zdobył dla rywali dwie bramki, na które jedną bramką odpowiedział Riquelme. Gdy w 79 minucie Ramón Ocampo zdobył dla rywali trzecią bramkę, zrobiła się nerwowa końcówka. Nie padł już jednak żaden gol i Boca znalazł się w najlepszej ósemce turnieju.
W ćwierćfinale rywalem Boca Juniors był paragwajski klub Club Libertad, pogromca brazylijskiego klubu Paraná Kurytyba. W pierwszym meczu na La Bombonera (17 maja) przez ponad 80 minut gry nie padła żadna bramka. W 82 minucie, ku zaskoczeniu publiczności, prowadzenie objęli goście po bramce zdobytej przez Ricardo Martíneza. Choć Martín Palermo wyrównał w doliczonym czasie, nastroje przed rewanżem nie były optymistyczne. Jednak 24 maja w Asunción piłkarze Boca Juniors znakomicie zagrali w drugiej połowie i po bramkach Riquelme i Palacio wygrali 2:0, awansując tym samym do półfinału.
By dotrzeć do finału, należało pokonać wielką rewelację tego sezonu – kolumbijski klub Cúcuta, którego „ofiarami” były takie kluby, jak Club Nacional de Football i Deportivo Toluca. W ponad milionowej aglomeracji Cúcuta na Estadio General Santander po pół godzinie gry dzięki bramce Ledesmy Boca Juniors prowadził 1:0. Gospodarze wyrównali na kilka minut przed przerwą. Druga połowa pokazała, że miejscowy zespół nie przez przypadek dotarł tak wysoko – drużyna kolumbijska grając znakomicie zdobyła dwie bramki i wygrała mecz 3:1, stawiając Boca Juniors w bardzo trudnej sytuacji. Na La Bombonera w strugach padającego deszczu długo utrzymywał się wynik bezbramkowy, aż w końcu na dwie minuty przed przerwą prowadzenie dla Boca Juniors zdobył znajdujący się w znakomitej formie Juan Román Riquelme. Gdy 10 minut po przerwie drugą bramkę zdobył Martín Palermo, stan dwumeczu został wyrównany. Dalsze ataki gospodarzy nie przynosiły jednak upragnionej trzeciej bramki. Gdy już wszyscy przypuszczali, że będą rzuty karne, na minutę przed końcem regulaminowego czasu z rzutu rożnego dośrodkowywał Riquelme i Sebastián Battaglia zdobył gola na wagę finału.
W finale niespodziewanie zamiast z faworyzowanym przez wszystkich, prowadzonym przez Vanderleia Luxemburgo Santosem FC, Boca Juniors zmierzyć się miał z nie mniej słynnym, choć obecnie nieco niżej notowanym Grêmio Porto Alegre. Na La Bombonera drużyna argentyńska nie dała gościom żadnych szans, wygrywając zdecydownie 3:0. Nikt już nie wierzył, by Grêmio zdołało odrobić tę stratę, ale też nikt się nie spodziewał, że goszczący w Brazylii zespół z Argentyny odniesie tak łatwe zwycięstwo. Na Estádio Olímpico Monumental Boca Juniors po dwóch golach Riquelme wygrał pewnie 2:0, a mogło być nawet 3:0, gdyby Martín Palermo wykorzystał karnego. Dziewiąty już finał w Pucharze Wyzwolicieli przyniósł drużynie Boca Juniors szóste zwycięstwo. By wyrównać rekord Independiente (7 wygranych turniejów Copa Libertadores) klubowi Boca Juniors pozostało już „tylko” wygrać jeden turniej. W ostatnim meczu turnieju kierujący zwycięską drużyną Miguel Angel Russo wystawił następujący skład: Mauricio Caranta – Hugo Ibarra, Daniel Díaz, Claudio Morel Rodríguez, Clemente Rodríguez, Pablo Ledesma, Ever Banega (82 Sergio Orteman), Neri Cardozo (59 Sebastián Battaglia), Juan Román Riquelme, Rodrigo Palacio (87 Mauro Boselli), Martín Palermo.

### Koniec pierwszej dekady XXI wieku
W turnieju Copa Sudamericana 2007 Boca Juniors awansował do 1/8 finału bez gry. W walce o ćwierćfinał zdobywcy Copa Libertadores nie sprostali brazylijskiemu klubowi São Paulo FC, ulegając z powodu mniejszej liczby bramek zdobytych na wyjeździe. Turniej wygrał niespodziewanie inny, znacznie mniej renomowany klub argentyński – Arsenal Sarandí Buenos Aires.
W grudniu Boca Juniors wziął udział w Pucharze Świata, rozegranym na boiskach Japonii. W walce o finał drużyna argentyńska nie zachwyciła, wygrywając minimalnie 1:0 z reprezentującym Afrykę tunezyjskim klubem Étoile Sportive du Sahel. Finałowy pojedynek z włoskim klubem AC Milan potwierdził słabą formę drużyny Boca Juniors. Drużyna z Mediolanu wygrała zdecydowanie 4:2 i to jej przypadło miano najlepszego klubowego klubu na świecie.
W lidze na koniec turnieju Apertura w sezonie 2007/08 Boca Juniors zajął dobre, czwarte miejsce, a najlepszy strzelec klubu, Martín Palermo, z 13 bramkami był trzeci.
W turnieju Copa Libertadores 2008 Boca Juniors wystąpił jako obrońca tytułu. W fazie grupowej w 1/16 finału triumfatorzy z poprzedniego roku z wielkim trudem awansowali do następnej rundy, dystansując chilijski klub CSD Colo-Colo lepszym o jeden gol bilansem bramkowym. Następnie Boca Juniors wyeliminował brazylijski klub Cruzeiro EC, wygrywając dwukrotnie po 2:1. W ćwierćfinale przyszło zmierzyć się grupowym rywalem, meksykańskim klubem Atlas Guadalajara. Na La Bombonera padł niespodziewany remis 2:2 i dlatego w rewanżu drużyna Atlasu była faworytem. W Guadalajarze o losach awansu rozstrzygnęła świetna pierwsza połowa Boca Juniors, który zaaplikował rywalom 3 bramki – wszystkie autorstwa Martína Palermo. Wydawało się, że Boca Juniors może wrócić do formy z początku poprzedniego roku, jednak złudzenia te rozwiał w półfinale brazylijski klub Fluminense Rio de Janeiro. W pierwszym meczu znów był remis 2:2, jednak w Rio de Janeiro Fluminense wygrał pewnie 3:1 i awansował do finału.
W turnieju Clausura w sezonie 2007/08 Boca Juniors zdobył tytuł wicemistrza Argentyny – po raz 21 w swych dziejach. Także i tym razem najlepszym snajperem klubu okazał się Martín Palermo, który z 10 bramkami był drugi w ligowej tabeli strzelców. Drugie miejsce w sumarycznej tabeli sezonu dało klubowi możliwość udziału w turnieju Copa Sudamericana 2008.
W sierpniu 2008 roku Boca Juniors jako zdobywca Pucharu Wyzwolicieli zmierzył się Arsenalem Sarandí, a stawką był puchar Recopa Sudamericana, który Boca Juniors zdobywał już trzykrotnie. Na boisku rywala piłkarze Boca Juniors wygrali pewnie 3:1, toteż na La Bombonera wystarczył remis 2:2, by klub po raz czwarty świętował zwycięstwo w Recopa Sudamericana.
W turnieju Copa Sudamericana 2008 Boca Juniors awansował do 1/8 finału bez gry. W starciu z rewelacyjnym zdobywcą Copa Libertadores, ekwadorskim klubem LDU Quito, piłkarze Boca Juniors rozpoczęli od bardzo mocnego akordu, gromiąc u siebie rywali aż 4:0. Rewanż w Quito zakończył się remisem 1:1, dającym awans do ćwierćfinału. Tu jednak kibiców argentyńskiego klubu spotkało duże rozczarowanie, gdyż w starciu z brazylijskim klubem Internacional Porto Alegre Boca Juniors przegrał na wyjeździe 0:2, a także poniósł porażkę 1:2 u siebie i odpadł z dalszej rywalizacji. Później okazało się, że Boca Juniors uległ triumfatorom całego turnieju.
W turnieju Apertura sezonu 2008/09 Boca Juniors spisał się znakomicie zdobywając swój 29 tytuł mistrza Argentyny. Sukces nie przyszedł łatwo, gdyż na koniec konieczne było rozegranie turnieju barażowego z udziałem trzech najlepszych klubów, które zdobyły jednakową liczbę punktów. Bardzo słabo jednak Boca Juniors wypadł w turnieju Clausura, gdzie zajął w ligowej tabeli odległe, 14. miejsce.
W turnieju Copa Libertadores 2009 Boca Juniors gładko przeszedł fazę grupową, by niespodziewanie polec w 1/8 finału w starciu z urugwajskim klubem Defensor Sporting. Jeszcze gorzej powiodło się klubowi w turnieju Copa Sudamericana 2009, gdzie Boca Juniors wyeliminowany został już przez pierwszego przeciwnika – Vélez Sarsfield Buenos Aires.

### Podsumowanie
Klub Boca Juniors w ciągu stu lat istnienia stał się najpopularniejszym klubem Argentyny – 41,1% mężczyzn i 39,4% kobiet w Argentynie deklaruje się dziś jako kibice Boca Juniors, zaś popularne powiedzenie mówi, że „połowa kraju plus jedna osoba to kibice Boca Juniors”.
Boca Juniors znalazł się w rankingu FIFA na 12. miejscu wśród klubów XX wieku. Plasuje się także niemal zawsze w pierwszej trzydziestce światowego rankingu klubów prowadzonego przez Międzynarodową Federację Piłkarskich Historyków i Statystyków (IFFHS – International Federation of Football History and Statistics). Klub sześciokrotnie był w tym rankingu na pierwszym miejscu (w większości przypadków w czasie, gdy zespół trenował Carlos Bianchi). Według rankingu obejmującego okres 1 maja 2005 do 30 kwietnia 2006 Boca Juniors zajmował 18. miejsce. W tabeli wszech czasów klubów świata sporządzonej przez RSSSF Boca Juniors zajął drugie miejsce za madryckim Realem
Obecnie Boca Juniors zajmuje drugie miejsce na świecie pod względem liczby oficjalnych międzynarodowych trofeów mając ich na koncie 17 (o 1 mniej niż A.C. Milan), wśród nich sześć Copa Libertadores i trzy puchary interkontynentalne. Poza tym klub 32 razy sięgał po tytuł mistrza Argentyny, oraz jest jedynym argentyńskim klubem który gra w Primera División od początku jej istnienia (1931).

## Prezesi w historii klubu
Obecny prezes klubu Boca Juniors Jorge Amor Ameal pełni swą funkcję od 2008 roku.
|    | Prezes                  | Lata      | Uwagi       |
| -- | ----------------------- | --------- | ----------- |
| 1  | Esteban Baglietto       | 1905      |             |
| 2  | Luis Cerezo             | 1905      |             |
| 3  | Juan Briccetto          | 1906−1907 |             |
| 4  | Ludovico Dollenz        | 1907      |             |
| 5  | Pablo Giúdice           | 1908      |             |
| 6  | Juan Briccetto          | 1908-1914 |             |
| 7  | Santiago Sana           | 1914      |             |
| 8  | Emilio Meincke          | 1915-1917 |             |
| 9  | Santiago Sana           | 1918      |             |
| 10 | Emilio Meincke          | 1918–1919 |             |
| 11 | Emilio Gagliolo         | 1920–1921 |             |
| 12 | Agustín Cassinelli      | 1921      | Tymczasowo  |
| 13 | Juan Fernández          | 1921–1922 |             |
| 14 | Manlio Anastasi         | 1922–1926 |             |
| 15 | Bartolomé Gutiérrez     | 1927-1928 |             |
| 16 | Nicolás Blahovich       | 1928      |             |
| 17 | Ruperto Molfino         | 1929-1936 |             |
| 18 | Camilo Cichero          | 1937–1938 |             |
| 19 | Eduardo Sánchez Terrero | 1939–1946 |             |
| 20 | Agustín Matienzo        | 1946      | Tymczasowo  |
| 21 | Juan Rodríguez Soberón  | 1946      | Tymczasowo  |
| 22 | Alfredo López           | 1947      |             |
| 23 | Daniel Gil              | 1948–1953 |             |
| 24 | Alberto J. Armando      | 1954−1955 |             |
| 25 | Emilio Leveratto        | 1956      |             |
| 26 | Miguel de Riglos        | 1957-1959 |             |
| 27 | Alberto J. Armando      | 1960-1980 |             |
| 28 | Martín Noel             | 1981–1983 |             |
| 29 | Domingo Corigliano      | 1984      |             |
| 30 | Cándido Vidales         | 1984      | Tymczasowo  |
| 31 | Horacio Blanco          | 1984      |             |
| 32 | Federico Pollack        | 1984–1985 | Interventor |
| 33 | Antonio Alegre          | 1985–1995 |             |
| 34 | Mauricio Macri          | 1996–2008 |             |
| 35 | Pedro Pompilio          | 2007–2008 | Tymczasowo  |
| 36 | Jorge Amor Ameal        | 2008–2011 |             |
| 37 | Daniel Angelici         | 2011–2019 |             |
| 38 | Jorge Amor Ameal        | 2020-     |             |

Źródło: https://archive.ph/20120717011442/http://www.agrupacionnuevoboca.com.ar/Club/Historia/Presidentes.asp

## Trenerzy w historii klubu
Źródło: Agrupación Nuevo Boca: trenerzy Boca Juniors
| Trener                            | Lata      | Uwagi | Zdobycze |
| --------------------------------- | --------- | --- | -------- |
| Mario Fortunato                   | 1931-1936 | 3 mistrzostwa Argentyny | 3        |
| Enrique Sobral                    | 1937–1938 | |          |
| Angel Fernández Roca              | 1939–1940 | |          |
| Enrique Sobral                    | 1940      | mistrzostwo Argentyny | 1        |
| Mario Colocero                    | 1941      | |          |
| Mario Fortunato                   | 1942      | |          |
| Oscar Tarrío                      | 1942−1943 | trener tymczasowy |          |
| Alfredo Garassino                 | 1943–1945 | 2 mistrzostwa Argentyny z rzędu | 2        |
| Mario Fortunato                   | 1946-1947 | |          |
| Eduardo González Pinto            | 1947      | |          |
| Enrique Lúpiz                     | 1947      | |          |
| Julio Benavídez                   | 1948      | |          |
| Renato Cesarini                   | 1949      | |          |
| César Platko                      | 1949      | |          |
| Ernesto Lazzatti                  | 1950      | |          |
| Emilio Baldonedo                  | 1951-1952 | |          |
| Pedro Amándola                    | 1953      | Trener tymczasowy |          |
| Gerónimo Díaz                     | 1953      | |          |
| Jorge Orth                        | 1953      | |          |
| Mario Fortunato                   | 1953      | |          |
| Ernesto Lazzatti                  | 1954      | mistrzostwo Argentyny | 1        |
| Jaime Sarlanga                    | 1955      | |          |
| Mario Fortunato                   | 1956–1957 | |          |
| Juan Evaristo                     | 1957      | |          |
| Bernando Gandulla                 | 1957      | |          |
| Bernando Gandulla, Enrique Sobral | 1958      | zespół trenerski |          |
| José Manuel Moreno                | 1958-1959 | |          |
| Claudio Vacca                     | 1959      | |          |
| Carlos Sosa                       | 1960      | |          |
| José D’Amico                      | 1960      | |          |
| Mario Boyé                        | 1961      | |          |
| Vicente Feola                     | 1961      | |          |
| José D’Amico                      | 1962–1963 | mistrzostwo Argentyny | 1        |
| Adolfo Pedernera                  | 1963-1964 | |          |
| Aristóbulo Deambrossi             | 1964–1965 | mistrzostwo Argentyny | 1        |
| Adolfo Pedernera                  | 1965      | |          |
| Néstor Rossi                      | 1965–1966 | mistrzostwo Argentyny | 1        |
| Adolfo Pedernera                  | 1967      | |          |
| Bernardo Gandulla                 | 1967      | trener tymczasowy |          |
| Alcides Silvera                   | 1967–1968 | |          |
| José D’Amico                      | 1968      | |          |
| Alfredo Di Stéfano                | 1969      | Mistrzostwo Argentyny turnieju Nacional, Copa Argentina                                                                                   | 2        |
| José María Silvero                | 1970–1971 | Mistrzostwo Argentyny turnieju Nacional                                                                                                   | 1        |
| Bernardo Gandulla, Ernesto Grillo | 1971      | Tymczasowi trenerzy |          |
| Fernando Riera                    | 1971–1972 | |          |
| Bernardo Gandulla, Ernesto Grillo | 1972      | Tymczasowi trenerzy |          |
| José Varacka                      | 1972      | |          |
| Rogelio Domínguez                 | 1973–1975 | |          |
| Juan Carlos Lorenzo               | 1976–1979 | Mistrzostwo Argentyny turnieju Metropolitano, Mistrzostwo Argentyny turnieju Nacional, 2 puchary Copa Libertadores z rzędu, Puchar Świata | 5        |
| Antonio Rattín                    | 1980      | |          |
| Silvio Marzolini                  | 1981      | Mistrzostwo Argentyny turnieju Metropolitano                                                                                              | 1        |
| Horacio Bongliovanni              | 1981      | trener tymczasowy |          |
| Luis Carniglia                    | 1981      | trener tymczasowy |          |
| Vladislao Cap                     | 1982      | |          |
| Ernesto Grillo                    | 1982      | trener tymczasowy |          |
| Carmelo Faraone                   | 1982–1983 | |          |
| Raúl Seoane                       | 1983      | trener tymczasowy |          |
| Ernesto Grillo                    | 1983      | trener tymczasowy |          |
| Alberto González                  | 1983      | trener tymczasowy |          |
| Miguel Ángel López                | 1983–1984 | |          |
| Dino Sani                         | 1984      | |          |
| Mario Zanabria                    | 1984      | trener tymczasowy |          |
| Alfredo Di Stéfano                | 1985      | |          |
| Mario Zanabria                    | 1985–1986 | |          |
| César Luis Menotti                | 1987      | |          |
| Rogelio Poncini, Ángel Cappa      | 1987      | trener tymczasowy |          |
| Roberto Saporiti                  | 1987      | |          |
| Juan Carlos Lorenzo               | 1987      | |          |
| José Omar Pastoriza               | 1988−1989 | |          |
| Carlos Aimar                      | 1989–1990 | Supercopa Sudamericana, Recopa Sudamericana                                                                                               | 2        |
| Oscar Tabárez                     | 1991–1993 | Mistrzostwo Argentyny turnieju Apertura, Copa Master                                                                                      | 2        |
| Osvaldo Potente                   | 1993      | trener tymczasowy |          |
| Jorge Habegger                    | 1993      | Copa de Oro | 1        |
| Enrique Hrabina                   | 1993      | trener tymczasowy |          |
| César Luis Menotti                | 1993−1994 | |          |
| Enrique Hrabina                   | 1994      | trener tymczasowy |          |
| Silvio Marzolini                  | 1995      | |          |
| Carlos Bilardo                    | 1996      | |          |
| Francisco Sá, Roberto Mouzo       | 1996      | trener tymczasowy |          |
| Héctor Veira                      | 1997–1998 | |          |
| Carlos M. García Gambón           | 1998      | trener tymczasowy |          |
| Carlos Bianchi                    | 1998–2001 | dwukrotnie mistrzostwo Argentyny turnieju Apertua, mistrzostwo Argentyny turnieju Clausura, dwukrotnie Copa Libertadores, Puchar Świata   | 6        |
| Oscar Tabárez                     | 2002      | |          |
| Carlos Bianchi                    | 2003–2004 | Mistrzostwo Argentyny turnieju Apertura, Copa Libertadores, Puchar Świata                                                                 | 3        |
| Miguel Ángel Brindisi             | 2004      | |          |
| Jorge José Benítez                | 2004–2005 | trener tymczasowy Copa Sudamericana | 1        |
| Alfio Basile                      | 2005−2006 | Mistrzostwo Argentyny turnieju Apertura, Mistrzostwo Argentyny turnieju Clausura, dwukrotnie Recopa Sudamericana, Copa Sudamericana       | 5        |
| Ricardo Lavolpe                   | 2006      | |          |
| Miguel Ángel Russo                | 2007      | Copa Libertadores | 1        |
| Carlos Ischia                     | 2008–2009 | Mistrzostwo Argentyny turnieju Apertura, Recopa Sudamericana                                                                              | 2        |
| Abel Alves                        | 2009      | trener tymczasowy |          |
| Alfio Basile                      | 2009–2010 | |          |
| Abel Alves                        | 2010      | trener tymczasowy |          |
| Roberto Pompei                    | 2010      | trener tymczasowy |          |
| Claudio Borghi                    | 2010      | trener tymczasowy |          |
| Roberto Pompei                    | 2010      | trener tymczasowy |          |
| Julio Falcioni                    | 2010–2012 | Mistrzostwo Argentyny turnieju Apertura, Copa Argentina                                                                                   | 2        |
| Carlos Bianchi                    | 2012–2014 | Mistrzostwo Argentyny turnieju Apertura, Copa Argentina                                                                                   | 2        |
| Sergio Saturno                    | 2014      | trener tymczasowy |          |
| Hugo Ibarra                       | 2014      | trener tymczasowy |          |
| Rodolfo Arruabarrena              | 2014–2016 | mistrzostwo Argentyny, Copa Argentina | 2        |
| Guillermo Barros Schelotto        | 2016−2018 | 2 mistrzostwa Argentyny | 2        |
| Gustavo Alfaro                    | 2019–2020 | |          |
| Miguel Ángel Russo                | 2020-     | mistrzostwo Argentyny | 1        |

Trenerami Boca, którzy odnieśli najwięcej sukcesów byli Juan Carlos Lorenzo (1976~79, 1987), i Carlos Bianchi (1998–2001, 2003~04). Toto Lorenzo zdobył 5 tytułów, wliczając w to Copa Libertadores w latach 1977 i 1978 i Puchar Interkontynentalny w 1977 oraz dwukrotne mistrzostwo Argentyny w roku 1976 – zarówno Metropolitano, jak i Nacional.
Bianchi zdobył 9 tytułów – mistrzostwo Argentyny 1998 Apertura, 1999 Clausura, 2000 Apertura i 2003 Apertura. Ponadto na arenie międzynarodowej trzykrotnie zdobył dla Boca Copa Libertadores – 2000, 2001, oraz 2003, a do tego Puchar Interkontynentalny w 2000 i 2003. Obecnie w sezonie 2019/20 zespołem kieruje Miguel Angel Russo, który zastąpił na tym stanowisku Gustavo Alfaro.

## Statystyki

### Strzelcy wszech czasów
Uwzględnione są tylko mecze ligowe.
Według https://archive.ph/20120719182015/http://www.agrupacionnuevoboca.com.ar/Club/Campeonatos/Gmaximos.asp
| Lata                 | Strzelcy               | Bramki |
| -------------------- | ---------------------- | ------ |
| 1931-38              | Roberto Cherro         | 213    |
| 1997−2000, 2004–2011 | Martín Palermo         | 193    |
| 1922-1932            | Domingo Tarasconi      | 187    |
| 1931-39              | Francisco Varallo      | 181    |
| 1940-48              | Jaime Sarlanga         | 115    |
| 1941-49, 1955        | Mario Boyé             | 112    |
| 1932-38              | Delfín Benítez Cáceres | 107    |
| 1941-48              | Pío Sixto Corcuera     | 80     |
| 1992-97              | Sergio Daniel Martínez | 80     |
| 1971-75, 1980        | Osvaldo Potente        | 79     |

### Najlepsi strzelcy w sezonach
Według https://archive.ph/20120718010228/http://www.agrupacionnuevoboca.com.ar/Club/Campeonatos/Goleadores.asp
| Mistrzostwa     | Strzelcy                                                  | Bramki |
| --------------- | --------------------------------------------------------- | ------ |
| 1913            | Pedro Calomino Francisco Taggino                          | 10     |
| 1914            | Enrique Bertolini Francisco Taggino                       | 4      |
| 1915            | Pedro Calomino                                            | 12     |
| 1916            | Pedro Calomino                                            | 10     |
| 1917            | Pedro Calomino                                            | 10     |
| 1918            | Pedro Calomino Alfredo Martín                             | 7      |
| 1919            | Pedro Calomino                                            | 8      |
| 1920            | Felipe Galíndez Alfredo Martín                            | 9      |
| 1921            | Pablo Bozzo                                               | 8      |
| 1922            | Domingo Tarasconi                                         | 11     |
| 1923            | Domingo Tarasconi                                         | 28     |
| 1924            | Domingo Tarasconi                                         | 16     |
| 1925            | Ángel Tazza                                               | 6      |
| 1926            | Domingo Tarasconi Roberto Cherro                          | 18     |
| 1927            | Domingo Tarasconi                                         | 32     |
| 1928            | Roberto Cherro                                            | 33     |
| 1929            | Roberto Cherro                                            | 8      |
| 1930            | Roberto Cherro                                            | 37     |
| 1931            | Francisco Varallo                                         | 26     |
| 1932            | Francisco Varallo                                         | 24     |
| 1933            | Francisco Varallo                                         | 34     |
| 1934            | Roberto Cherro                                            | 22     |
| 1935            | Delfín Benítez Cáceres                                    | 24     |
| 1936            | Francisco Varallo                                         | 18     |
| 1937            | Francisco Varallo                                         | 22     |
| 1938            | Delfín Benítez Cáceres                                    | 20     |
| 1939            | Francisco Varallo Francisco Shon Sas Américo Di Leo       | 9      |
| 1940            | Jaime Sarlanga                                            | 21     |
| 1941            | Jaime Sarlanga                                            | 18     |
| 1942            | Jaime Sarlanga                                            | 12     |
| 1943            | Jaime Sarlanga                                            | 22     |
| 1944            | Pío Sixto Corcuera                                        | 17     |
| 1945            | Mario Boyé                                                | 18     |
| 1946            | Mario Boyé                                                | 24     |
| 1947            | Mario Boyé                                                | 18     |
| 1948            | Mario Boyé Heleno de Freytas                              | 9      |
| 1949            | Francisco Campana                                         | 7      |
| 1950            | Juan José Ferraro                                         | 16     |
| 1951            | Jorge Duilio Benítez                                      | 12     |
| 1952            | Elio Rubén Montaño                                        | 12     |
| 1953            | Roberto Oscar Rolando                                     | 9      |
| 1954            | "Pepino" Borello                                          | 19     |
| 1955            | Ernesto Cuchiaroni                                        | 10     |
| 1956            | Antonio Valentín Angelillo                                | 14     |
| 1957            | Juan José Rodríguez                                       | 8      |
| 1958            | Osvaldo Ángel Nardiello                                   | 18     |
| 1959            | Osvaldo Ángel Nardiello                                   | 18     |
| 1960            | Paulo Valentim                                            | 11     |
| 1961            | Paulo Valentim                                            | 24     |
| 1962            | Paulo Valentim                                            | 19     |
| 1963            | José Sanfilippo                                           | 7      |
| 1964            | Paulo Valentim                                            | 10     |
| 1965            | Alfredo Rojas                                             | 17     |
| 1966            | Alfredo Rojas                                             | 17     |
| 1967            | Alfredo Rojas                                             | 11     |
| 1968            | Ángel Clemente Rojas                                      | 8      |
| 1969            | Ángel Clemente Rojas                                      | 14     |
| 1970            | Norberto Madurga                                          | 11     |
| 1971            | Osvaldo Potente                                           | 21     |
| 1972            | Hugo Curioni                                              | 29     |
| 1973            | Hugo Curioni                                              | 24     |
| 1974            | Osvaldo Potente                                           | 21     |
| 1975            | Marcelo Trobbiani                                         | 15     |
| 1976            | Darío Luis Felman                                         | 15     |
| 1977            | Ernesto Enrique Mastrángelo                               | 20     |
| 1978            | Armando Mario Husillos                                    | 8      |
| 1979            | Ernesto Enrique Mastrángelo                               | 9      |
| 1980            | Jorge Ribolzi                                             | 14     |
| 1981            | Diego Maradona                                            | 28     |
| 1982            | Ricardo Gareca                                            | 22     |
| 1983            | Ricardo Gareca                                            | 22     |
| 1984            | Ricardo Gareca                                            | 19     |
| 1985            | Carlos Daniel Tapia                                       | 19     |
| 1986            | Jorge Comas                                               | 23     |
| 1987            | Jorge Comas                                               | 17     |
| 1988            | Jorge Comas Alfredo Graciani                              | 15     |
| 1989            | Alfredo Graciani                                          | 9      |
| Aper/Claus 1991 | Gabriel Batistuta                                         | 18     |
| Clausura 1992   | Diego Latorre                                             | 12     |
| Apertura 1992   | Roberto Cabañas                                           | 7      |
| Clausura 1993   | Roberto Cabañas                                           | 9      |
| Apertura 1993   | Sergio Daniel Martínez                                    | 12     |
| Clausura 1994   | Sergio Daniel Martínez                                    | 8      |
| Apertura 1994   | Sergio Daniel Martínez                                    | 9      |
| Clausura 1995   | Sergio Daniel Martínez                                    | 9      |
| Apertura 1995   | Darío Scotto                                              | 7      |
| Clausura 1996   | Claudio Caniggia                                          | 12     |
| Apertura 1996   | Gabriel Cedrés                                            | 6      |
| Clausura 1997   | Sergio Daniel Martínez                                    | 15     |
| Apertura 1997   | Diego Latorre                                             | 9      |
| Clausura 1998   | Martín Palermo                                            | 13     |
| Apertura 1998   | Martín Palermo                                            | 20     |
| Clausura 1999   | Martín Palermo                                            | 12     |
| Apertura 1999   | Martín Palermo                                            | 14     |
| Clausura 2000   | Alfredo Moreno                                            | 6      |
| Apertura 2000   | Martín Palermo                                            | 11     |
| Clausura 2001   | Guillermo Barros Schelotto Juan Román Riquelme            | 5      |
| Apertura 2001   | Walter Gaitán                                             | 8      |
| Clausura 2002   | Héctor Bracamonte                                         | 7      |
| Apertura 2002   | Marcelo Delgado                                           | 9      |
| Clausura 2003   | Guillermo Barros Schelotto Carlos Tévez Héctor Bracamonte | 5      |
| Apertura 2003   | Carlos Tévez                                              | 8      |
| Clausura 2004   | Antonio Barijho                                           | 6      |
| Apertura 2004   | Martín Palermo                                            | 6      |
| Clausura 2005   | Martín Palermo                                            | 6      |
| Apertura 2005   | Rodrigo Palacio                                           | 10     |
| Clausura 2006   | Martín Palermo                                            | 11     |
| Apertura 2006   | Rodrigo Palacio                                           | 12     |
| Clausura 2007   | Martín Palermo                                            | 11     |
| Apertura 2007   | Martín Palermo                                            | 13     |
| Clausura 2008   | Martín Palermo                                            | 10     |
| Apertura 2008   | Lucas Viatri                                              | 8      |
| Clausura 2009   | Martín Palermo                                            | 7      |
| Apertura 2009   | Martín Palermo                                            | 6      |
| Clausura 2010   | Martín Palermo                                            | 10     |
| Apertura 2010   | Martín Palermo                                            | 8      |
| Clausura 2011   | Martín Palermo                                            | 6      |
| Apertura 2011   | Darío Cvitanich                                           | 5      |
| Clausura 2012   | Pablo Mouche                                              | 6      |
| Inicial 2012    | Santiago Silva                                            | 6      |
| Final 2013      | Pablo Mouche                                              | 5      |
| Inicial 2013    | Emanuel Gigliotti                                         | 8      |
| Final 2014      | Pablo Mouche                                              | 8      |
| 2014            | Jonathan Calleri                                          | 6      |
| 2015            | Jonathan Calleri                                          | 10     |
| 2016            | Carlos Tevez                                              | 4      |
| 2016/17         | Darío Benedetto                                           | 21     |
| 2017/18         | Darío Benedetto                                           | 9      |
| 2018/19         | Mauro Zárate Ramón Ábila                                  | 6      |
| 2019/20         | Carlos Tevez                                              | 9      |

### Ranking najlepszych strzelców
| Strzelcy               | Liczba | Mistrzostwa |
| ---------------------- | ------ | --- |
| Martín Palermo         | 16     | C1998, A1998, C1999, A1999, A2000, A2004, C2005, C2006, C2007, A2007, C2008, C2009, A2009, C2010, A2010, C2011 |
| Pedro Calomino         | 6      | 1913, 1915, 1916, 1917, 1918, 1919                                                                             |
| Francisco Varallo      | 6      | 1931, 1932, 1933, 1936, 1937, 1938, 1939                                                                       |
| Roberto Cherro         | 5      | 1926, 1928, 1929, 1930, 1934                                                                                   |
| Sergio Daniel Martínez | 5      | A1993, C1994, A1994, C1995, C1997                                                                              |
| Domingo Tarasconi      | 5      | 1922, 1923, 1924, 1926, 1927                                                                                   |
| Francisco Varallo      | 5      | 1931, 1932, 1933, 1936, 1937                                                                                   |

## Informacje o klubie

### Herb
Przez całą historię Boca kształt klubowego herbu nie uległ zmianie. W roku 1955 dodano jedynie liście laurowe by uczcić 50-lecie istnienia klubu, a kolory zmieniono po to, by odzwierciedlały kolory koszulek noszonych przez piłkarzy klubu.
W roku 1970 dodano do odznaki za każdy krajowy tytuł jedną gwiazdkę powyżej inicjałów, a za każdy międzynarodowy tytuł poniżej inicjałów. Nowa gwiazda dodawana jest w odpowiednie miejsce, gdy tylko Boca zdobędzie jakiś tytuł. Ku radości kibiców herb musiał być modyfikowany w ostatnich latach wiele razy, ostatnio po wygraniu przez Boca turnieju Clausura 2005/06.

### Stadion La Bombonera

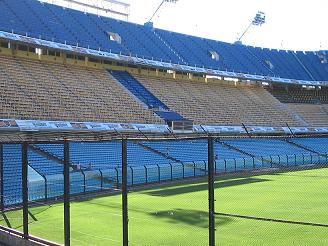
La Bombonera

Boca Juniors używał wielu boisk zanim doczekał się własnego stadionu przy ulicy Brandsen. Budowa rozpoczęła się w roku 1938; w czasie budowy stadionu do roku 1940 Boca rozgrywał swoje mecze na boisku Ferro Carril Oeste w Caballito. Gdy w 1953 dobudowano trzeci poziom, narodziła się do dziś powszechnie stosowana nazwa stadionu – La Bombonera.
Strona naprzeciw platformy kolejowej Casa Amarilla była niezabudowana aż do roku 1996, kiedy to wybudowano tam nowe balkony i kabiny dla VIP-ów. La Bombonera słynie z niesamowitych wibracji, gdy kibice zaczynają skakać w rytmie.
Płyta boiska ma rozmiary 105 × 70 metrów.

### Hymn
Wersja oryginalna:
| Boca Juniors, Boca Juniors, gran campeón del balompié, que despierta en nuestro pecho entusiasmo, amor y fé Tu bandera azul y oro en Europa tremoló como enseña vencedora donde quiera que luchó. Refren: Boca es nuestro grito de amor. Boca nunca teme luchar, Boca es entusiasmo y valor, Boca Juniors... a triunfar... | Con tu enseña victoriosa que es de oro y cielo azul, en la „Cancha” se entusiasma nuestra fuerte juventud... Electrizan tus colores Viejo Boca vencedor y en los campos de combate es glorioso tu pendón. Refren: Boca es nuestro grito de amor Boca nunca teme luchar, Boca es entusiasmo y valor, Boca Juniors... a triunfar... |

Słowa: J. Fernandez Blanco, muzyka: Italo Goyeche.

### Kibice

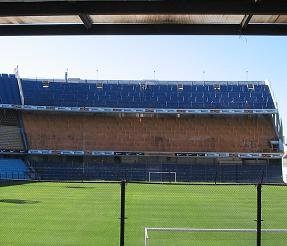
La Bombonera – widok na trybunę Barra Brava

Boca Juniors tradycyjnie uważany jest za klub argentyńskiej klasy pracującej, w przeciwieństwie do opierającego się na kibicach z zamożniejszych klas społecznych głównego rywala – Club Atlético River Plate.
W sierpniu 2005 klub miał 61000 członków posiadających kartę klubową. Rejestracje zostały obecnie wstrzymane ze względu na ograniczoną pojemność stadionu. Boca głosi, że kibicuje mu połowa Argentyńczyków + jeden. Według przeprowadzanych szacunków liczba zwolenników Boca obejmuje 40% mieszkańców Argentyny.
Pojedynki Boca Juniors z River Plate należą do najbardziej porywających meczów derbowych na świecie. W marcu 2006 statystyka tych pojedynków wyglądała następująco: Boca wygrał 113 meczów, River – 93 mecze, a w 90 meczach padł remis. Po każdym takim meczu (oprócz remisów), całe Buenos Aires pokrywane jest przez kibiców drużyny zwycięskiej napisami zawierającymi dowcipne uwagi na temat przegranych rywali. Stało się to częścią kultury Buenos Aires od czasu zwycięskiej serii Boca w latach 90. XX wieku.
Przydomki
Kibice Boca zwani są los xeneizes (czyli genueńczycy), gdyż na początku XX wieku klub założyli głównie imigranci włoscy z Genui. Słowo „xeneize” jest genueńskim odpowiednikiem włoskiego słowa „genovesi,” które oznacza „genueńczyk”.
Nazwa bosteros pochodzi od końskiego nawozu używanego w cegielni znajdującej się niegdyś w miejscu, gdzie dziś jest stadion La Bombonera. Początkowo było to określenie stosowane przez rywali, by obrazić zawodników i kibiców Boca Juniors. Później jednak przyjęło się wśród kibiców i do dziś jest często używane.
Ze względu na swoje kolory koszulka Boca zwana jest także la azul y oro (niebiesko-złota).

## Aktualny skład
Stan na 1 kwietnia 2024.
| Nr | Poz. | Piłkarz               |
| -- | ---- | --------------------- |
| 1  | BR   | Sergio Romero         |
| 2  | OB   | Cristian Lema         |
| 3  | OB   | Marcelo Saracchi      |
| 4  | OB   | Nicolás Figal         |
| 5  | PO   | Ezequiel Bullaude     |
| 6  | OB   | Marcos Rojo (kapitan) |
| 7  | NA   | Exequiel Zeballos     |
| 8  | PO   | Pol Fernández         |
| 9  | NA   | Darío Benedetto       |
| 10 | NA   | Edinson Cavani        |
| 11 | NA   | Lucas Janson          |
| 12 | BR   | Leandro Brey          |
| 13 | BR   | Javier García         |
| 14 | NA   | Luca Langoni          |
| 15 | OB   | Nicolás Valentini     |

| Nr | Poz. | Piłkarz            |
| -- | ---- | ------------------ |
| 16 | NA   | Miguel Merentiel   |
| 17 | OB   | Luis Advíncula     |
| 18 | OB   | Frank Fabra        |
| 20 | PO   | Juan Ramírez       |
| 21 | PO   | Ezequiel Fernández |
| 22 | PO   | Kevin Zenón        |
| 23 | OB   | Lautaro Blanco     |
| 29 | NA   | Norberto Briasco   |
| 36 | PO   | Cristian Medina    |
| 38 | OB   | Aaron Anselmino    |
| 39 | PO   | Vicente Taborda    |
| 42 | OB   | Lucas Blondel      |
| 45 | PO   | Mauricio Benítez   |
| 47 | PO   | Jabes Saralegui    |
| 49 | PO   | Jorman Campuzano   |

## Stroje meczowe
Stroje podstawowe
| 1905 | 1905 | 1905-06 | 1907-13 | 1913-dziś |

Stroje wyjazdowe i na specjalną okazję
| 1998 Copa Mercosur | 2000-01 Copa Mercosur | 2005 (na 100-lecie klubu*) | 2006 wyjazdowy |

(*)model ten był używany tylko w dwóch meczach